# Fenouillèdes
Le Fenouillèdes est une région naturelle et culturelle française des Pyrénées-Orientales et de l'Aude, située dans la région Occitanie.
L'une de ses principales particularités est d'être culturellement un territoire de langue occitane dans les Pyrénées-Orientales. Ce département est partout ailleurs de langue catalane et forme la Catalogne française, dont le Fenouillèdes est donc exclu. Il couvre une superficie de 438 km2 soit 10,6 % des 4 116 km2 de ce département.
Comme toutes les régions « naturelles », le Fenouillèdes présente des limites floues ; il pourrait se définir comme la partie des Pyrénées-Orientales qui appartenait déjà au royaume de France (Languedoc) avant le traité des Pyrénées ; ou comme la partie de ce département dont la langue est l’occitan. Cet article traite en majorité de la région culturelle communément acceptée comme étant un ensemble de vingt-huit communes du nord-ouest des Pyrénées-Orientales. Cette description n'est pas toujours partagée, car plus d'un tiers du Fenouillèdes, soit 13 communes, est situé dans le département de l'Aude (partie orientale de l'ancien canton d'Axat).

## Toponymie
Le Fenouillèdes est la forme française dérivée du vocable occitan « Fenolhedés » désignant le pays de Fenouillet. Il s'agit d'un substantif masculin singulier issu de la forme adjective latine Fenoliotensis / Fenioletensis employée dans les actes médiévaux pour désigner le territoire ou pays relevant de la juridiction politique et militaire du château de Fenouillet (territorium Fenoliotensis, pagus Fenoliotensis dans les actes des IXe – Xe siècles, vicomté de Fenouillet à partir du XIe siècle).
De la même manière, le pays de Razès (pagus Redensis) désignait le territoire soumis à la juridiction de l’ancienne cité de Rennes-le-Château (Redae), le Pérapertusès (suburbium Petrapertusensis) le territoire dépendant du château de Peyrepertuse, le Roussillon (pagus Rossilionensis) le pays de l’antique oppidum de Ruscino (aujourd’hui Château-Roussillon, comm. de Perpignan), le Carcassès (pagus Carcassensis) le pays de la cité de Carcassonne, etc. Tous ces noms territoriaux sont donc formés par l’adjonction du suffixe ethnique et/ ou géographique latin –ensis  à un radical qui, en l’occurrence, est le nom de la cité ou de l’oppidum constituant le chef-lieu éponyme du pays. C’est donc à tort que certains auteurs modernes et contemporains ont interprété la désinence finale de Fenolhedès / Fenouillèdes comme résultant d’une forme plurielle et ont contribué à diffuser l’usage malencontreux qui amène une partie de la population à désigner le territoire sous l’appellation « Les Fenouillèdes ». Il n’y a en effet qu’un seul pays de Fenolhedès (pagus Fenoliotensis).

## Géographie

### Localisation

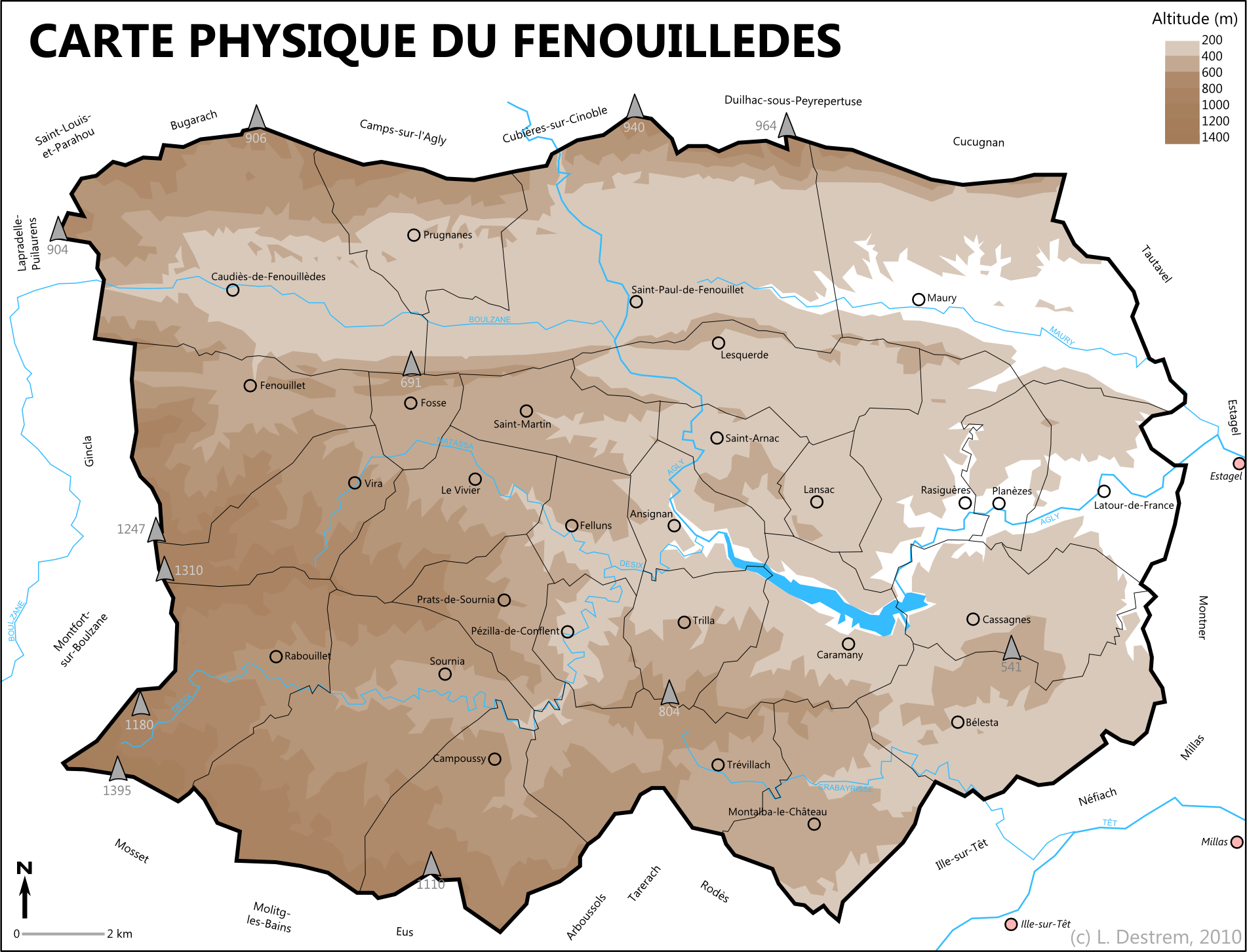
Carte physique du Fenouillèdes dans les Pyrénées Orientales

Le Fenouillèdes est un territoire pyrénéen situé à cheval sur les actuels départements des Pyrénées-Orientales (ex-cantons de Saint-Paul-de-Fenouillet, de Sournia et de Latour-de-France) et de l'Aude (canton d'Axat) à l'ouest de Perpignan, entre le massif des Corbières et le bassin de la Têt. Le Fenouillèdes correspond au bassin supérieur du fleuve côtier Agly et à  la rive droite du haut bassin de l'Aude (Canton d'Axat). Il est délimité au nord par le Pérapertusès et les Corbières, au nord-ouest par le Razès (dont le Fenouillèdes faisait partie du temps de l'ancien comté du Razès), à l'est par le Roussillon, au sud par le Conflent (vallée de la Têt), et au sud-ouest par le pays de Sault.
C'est une région connue pour son vin (vin doux).
Quelques usines et carrières de production de feldspath et de dolomie ont constitué les dernières industries (Lesquerde-Maury, Sainte-Colombe s Guette).
Le point culminant du Fenouillèdes est, dans le département de l'Aude, le pic de Madrès culminant à 2 469 m.

### Structure
D'un point de vue altitudinal, dans les Pyrénées Orientales, le Fenouillèdes peut être scindé en deux parties, aux caractéristiques légèrement différentiables :

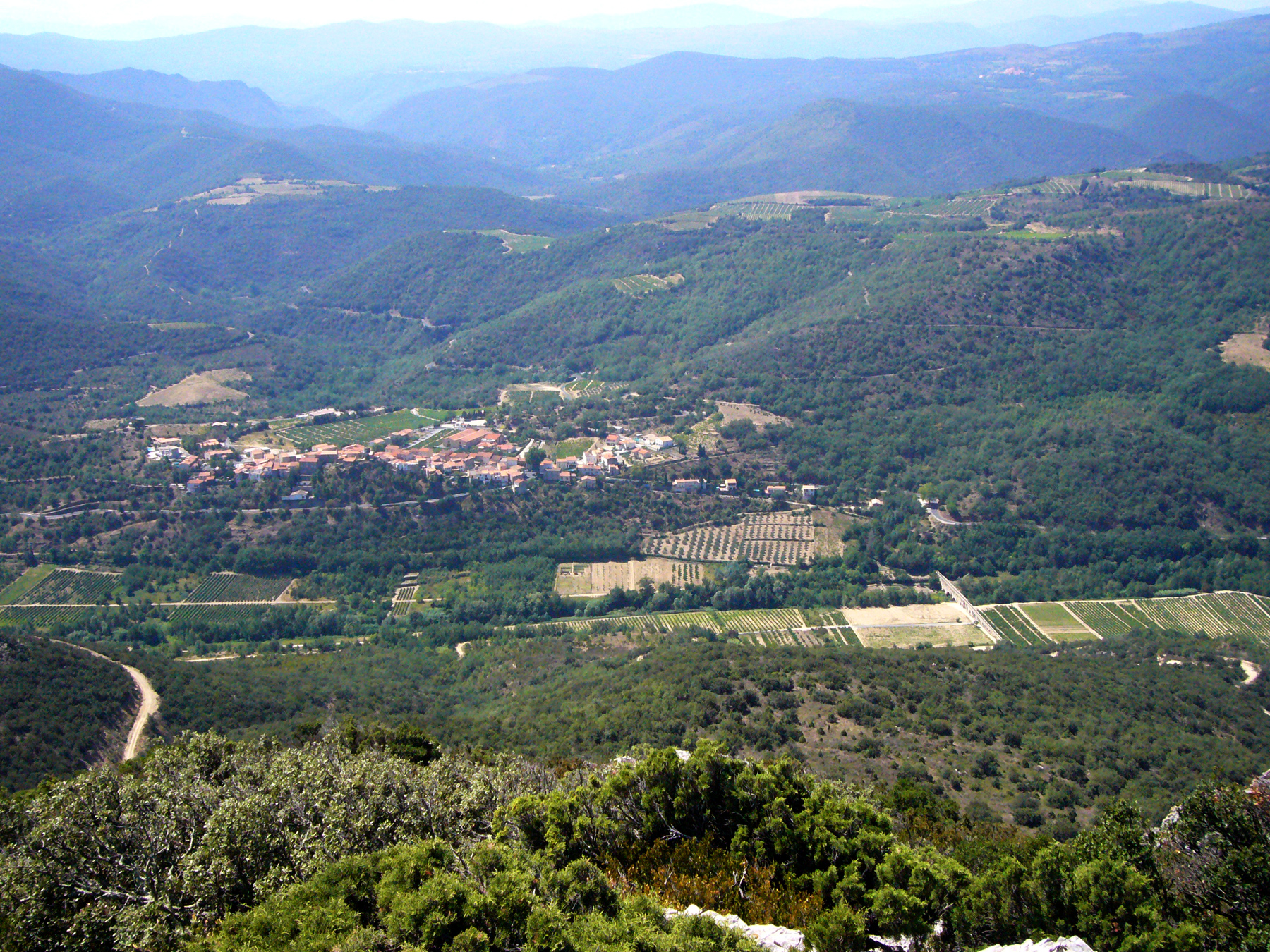
La vallée de l'Agly à Ansignan. En arrière-plan, le Haut Fenouillèdes

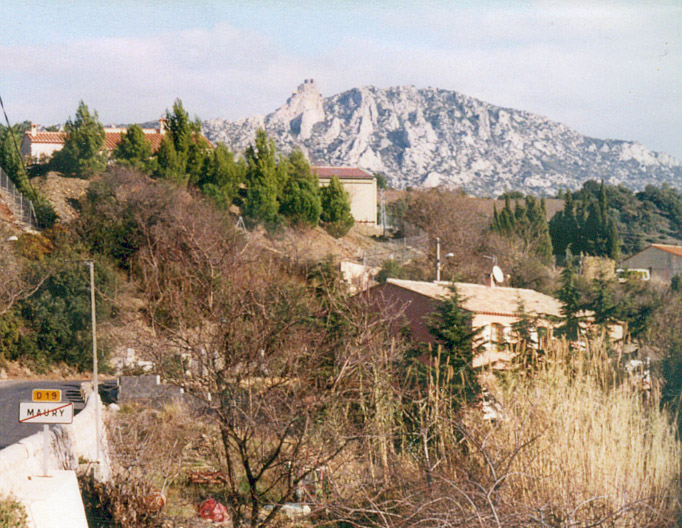
Le village de Maury, dans le synclinal du Fenouillèdes. En arrière-plan, les Corbières et le château de Quéribus

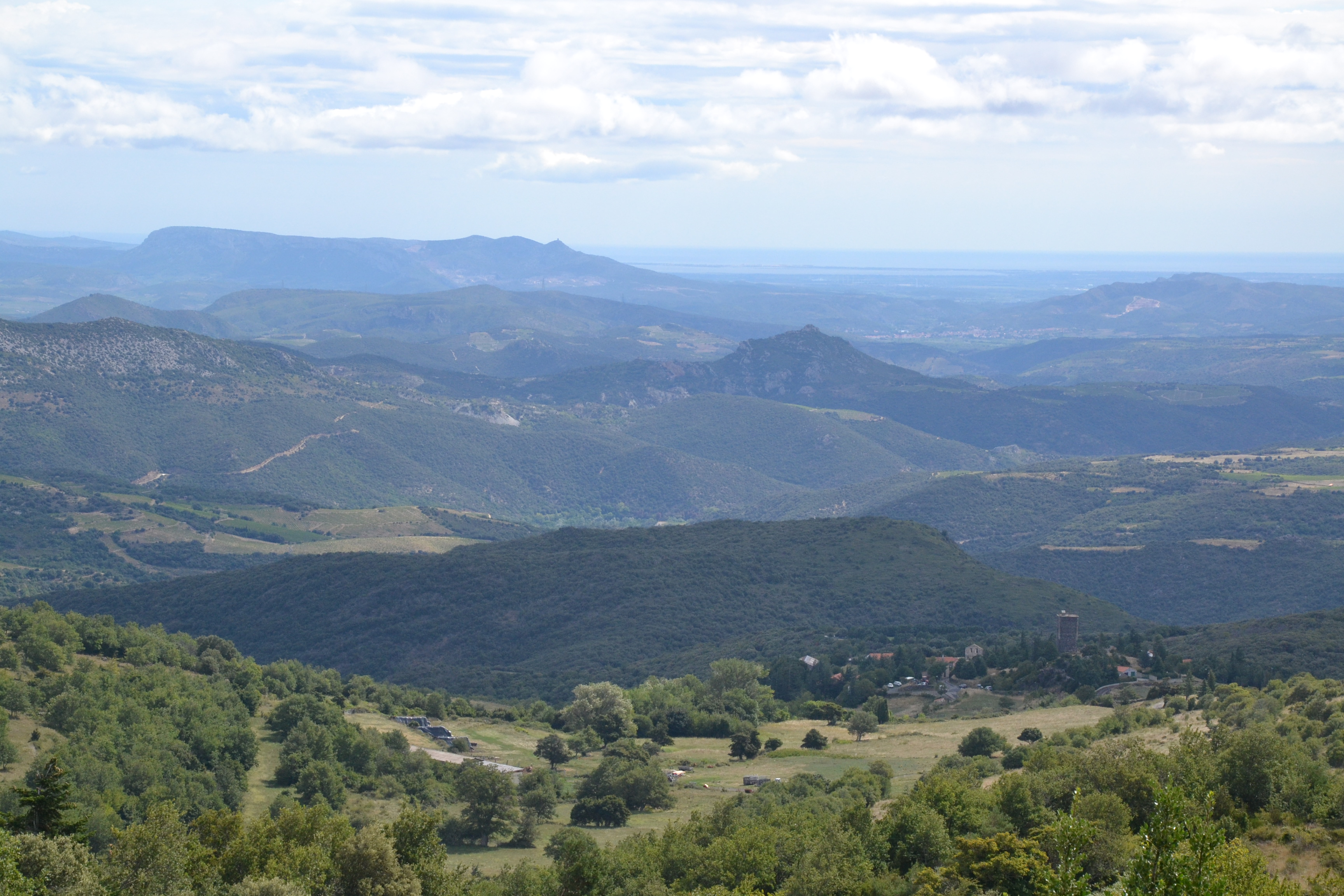
Paysage depuis le Haut-Fenouillèdes.

- Le Haut-Fenouillèdes, à l'ouest, entre Saint-Paul-de-Fenouillet, Caudiès-de-Fenouillèdes, Sournia et Rabouillet, domaine de la forêt, et dont l'altitude est comprise entre 300 et 1 542 m. Son point culminant dans les Pyrénées Orientales est situé à la pointe sud-ouest de la commune de Rabouillet à la limite du département de l'Aude et de la source de la Font del Pal et de la forêt de la Salvanère.
- Le Bas-Fenouillèdes, à l'est, où la vigne domine, entre Saint-Paul-de-Fenouillet, Millas et Vinça, dont l'altitude est comprise entre 60 et 800 m d'altitude.

La Direction régionale de l'Environnement du Languedoc-Roussillon a éclaté dans son Atlas des paysages régionaux le Fenouillèdes des Pyrénées -Orientales en 5 unités géographiques qui suivent globalement une vallée :
- le synclinal du Fenouillèdes, correspondant au « couloir » des vallées de la Boulzane et du Maury. Il s'étend sur 2 km de large et une trentaine de kilomètres de long entre la Haute vallée de l'Aude à l'ouest et la confluence entre Agly et Verdouble, dans la plaine d'Estagel, à l'est. Il est bordé au nord par une grande barrière rocheuse marquant à la fois le début des Corbières et la limite administrative avec le département de l'Aude. On y trouve entre autres le village de Saint-Paul-de-Fenouillet, le plus peuplé du Fenouillèdes, et y passe la D 117 reliant Perpignan à Foix[3].
- les coteaux viticoles, étagés entre 100 et 500 mètres d'altitude autour de la vallée de l'Agly et du lac de Caramany, qui comme cette dénomination un peu arbitraire l'indique, sont marqués par l'activité agraire dominante distinguée par des AOC, mais aussi par une faible densité de population et un isolement certain[4].
- la plaine d'Estagel, élargissement de la vallée de l'Agly entre le village du même nom et Latour-de-France, à la confluence du Verdouble et du Maury. Il s'agit d'une petite cuvette circulaire d'environ 4 km de diamètre, délimitée au nord par des bas reliefs encadrant la vallée de l'Agly (424 mètres à la Tourèze de Latour-de-France) d'une part et le synclinal du Fenouillèdes d'autre part, et le massif de Força Réal (507 m) au sud. Elle s'ouvre à l'ouest sur la basse vallée de l'Agly, filant vers la Salanque et la mer[5].
- le Haut-Fenouillèdes, très boisé, sur les parties hautes des vallées de la Desix au sud et de la Matassa au nord. Comme son nom et ses altitudes l'indiquent, il forme la partie la plus élevée de la région et la plus proche des hauts sommets pyrénéens, tant en distance qu'en similarité du relief[6].
- le plateau de Ropidera, entre 400 et 600 mètres d'altitude, autour du village de Montalba-le-Château, surprenant sur la route entre Sournia et Ille-sur-Têt par sa soudaineté, mais aussi sa brièveté. Isolé, il est dominé par le massif du Sarrat d'Espinet au nord, qui le sépare de la vallée de l'Agly, et surplombe au sud la vallée de la Têt et le lac de Vinça[7].

Toutefois, le territoire est presque exclusivement regroupé dans le sous-ensemble départemental des « contreforts pyrénéens ».
Le Fenouillèdes apparaît donc comme un espace marqué par une continuité géographique (étagement végétal et économique par exemple) mais quelques facteurs de diversité, dans le relief notamment.

### Géologie
Dans les Pyrénées Orientales, le Fenouillèdes, partagé entre schistes, micaschistes, marnes, granites et gneiss, est enserré de collines calcaires de 350 m à 1 231 m d'altitude environ à la végétation chiche qui constituent les derniers contreforts des Corbières.
Au nord la barre calcaire est percée par l'Agly dans les majestueuses et profondes Gorges de Galamus. Après Saint-Paul-de-Fenouillet et le confluent avec la Boulzane, la barre calcaire parallèle est percée par les Gorges de la Fou. Une source, la Font Cauda (prononcer [ˌfuŋˈkawðɔ]) surgit à l'entrée de ces gorges à une température de 27°. Elle est classée parmi les eaux minérales sulfurées calciques. Autrefois exploitée par des établissements thermaux, elle est, à présent fréquentée par les habitants de Saint-Paul-de-Fenouillet et des communes voisines.

### Climat
Dans les Pyrénées-Orientales, le climat du Fenouillédes est typiquement méditerranéen, légèrement atténué par l'altitude, la proximité des vallées pyrénéennes, et l'éloignement de la mer vers Caudiès-de-Fenouillèdes ou Rabouillet. On parle alors de climat méditerranéen semi -montagnard.Dans la partie audoise du Fenouillèdes, le climat méditerranéen a une importante influence atlantique.

### Flore
On observe une flore majoritairement de type méditerranéenne dans la partie du Fenouillèdes situé dans les Pyrénées Orientales, partagée entre trois grands ensembles : la garrigue, la forêt d'altitude se partageant entre les influences méditerranéenne et atlantique, comme la forêt de Boucheville entre 500 et 1 300 m, ou la forêt communale du Vivier entre 700 et 1 000 m), le paysage agricole méditerranéen (vigne principalement).
La végétation de garrigue et forêt méditerranéennes est caractérisée par de petits arbres tels les oliviers, les amandiers, les figuiers, les chênes verts, des arbustes tels que les cistes, les buis, des plantes telles l'euphorbe, la lavande papillon, la fougère, le fenouil, l'asperge sauvage, la valériane (souvent appelée lilas d'Espagne)...

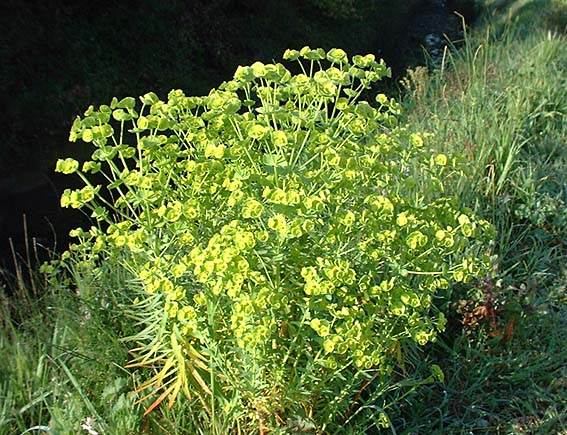
Euphorbe des moissons des environs d'Ille-sur-Têt
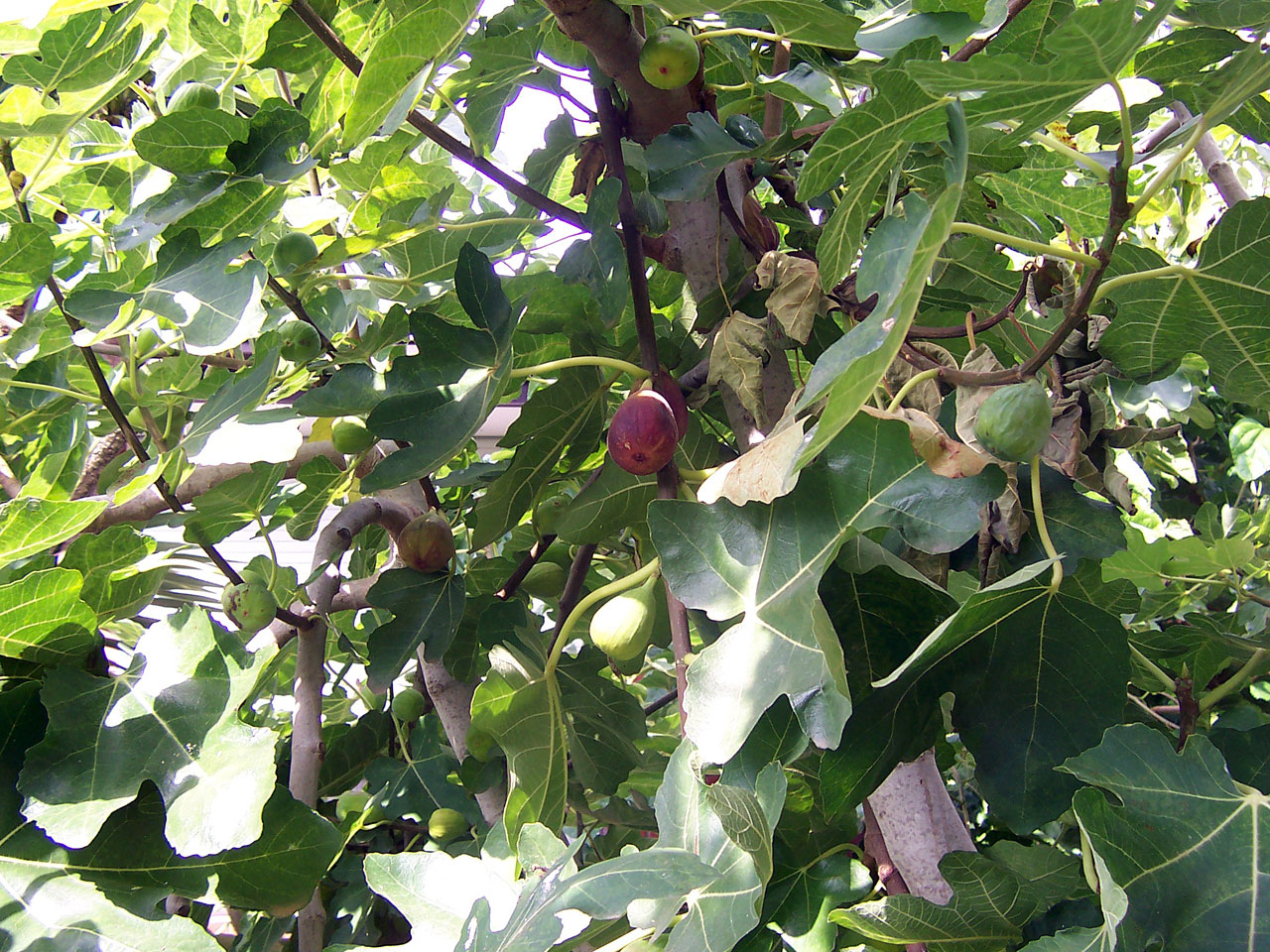
Figuier commun
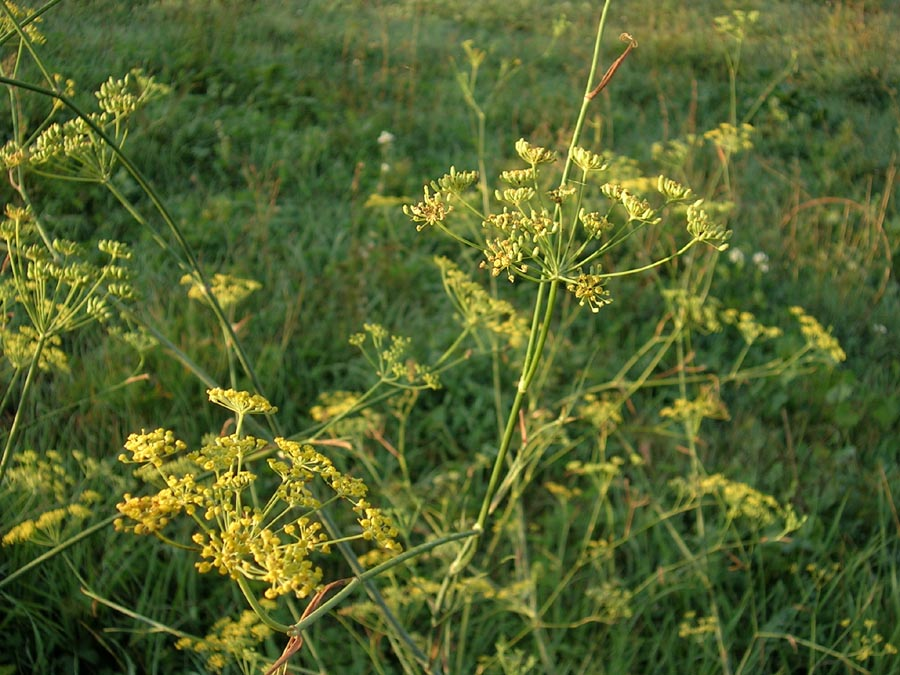
Fenouil en fleur
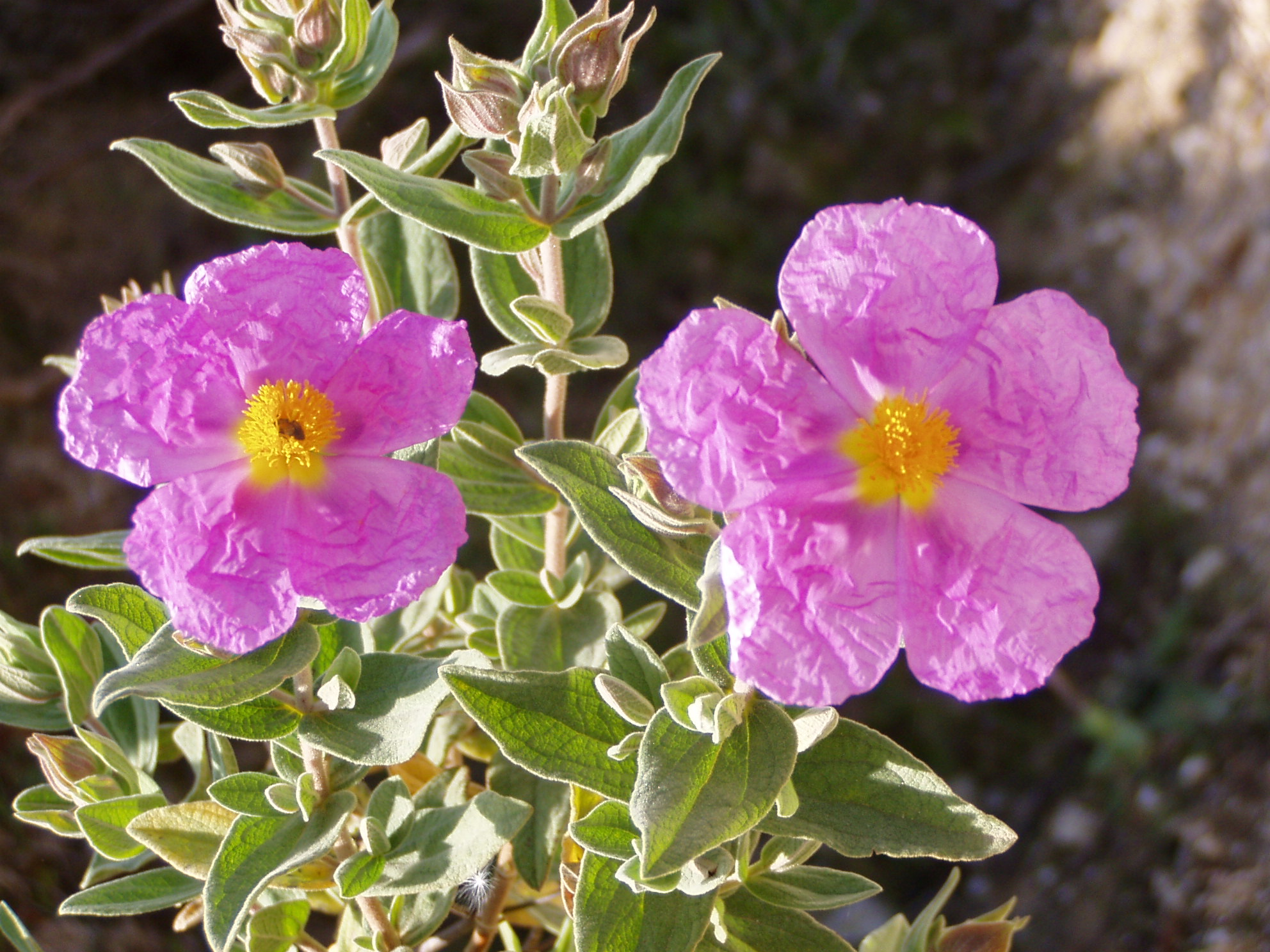
Fleurs de ciste
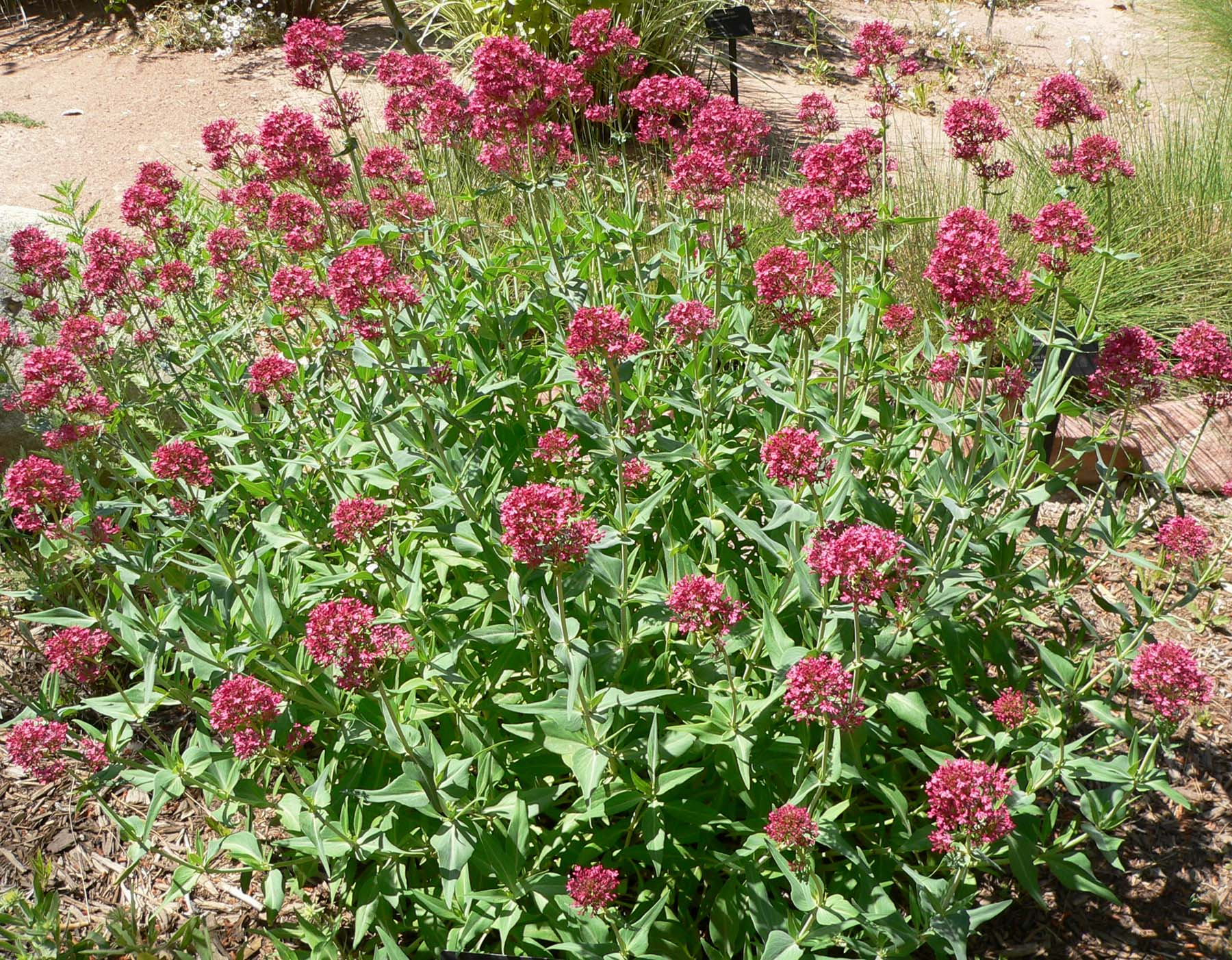
Valériane
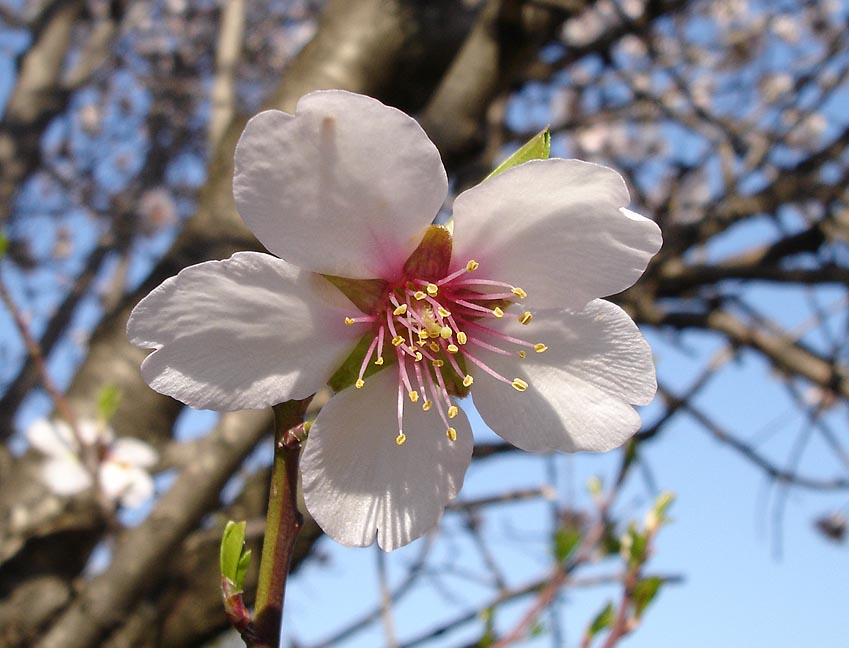
Fleur d'amandier
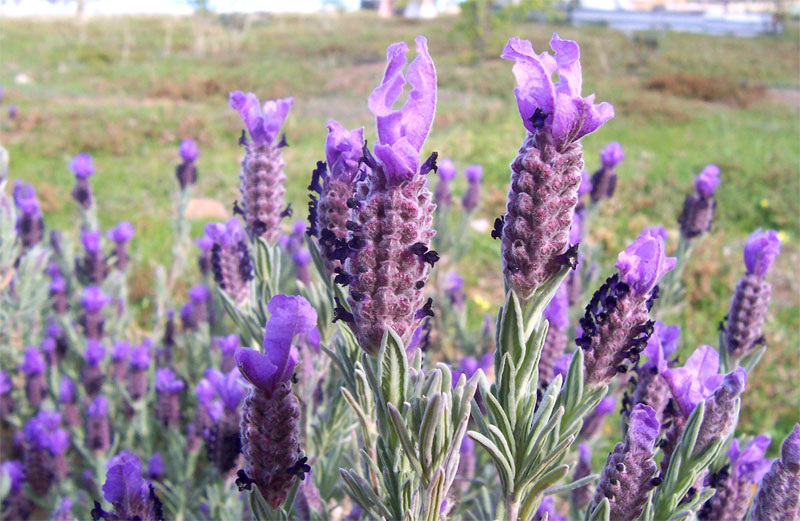
Lavandula stoechas
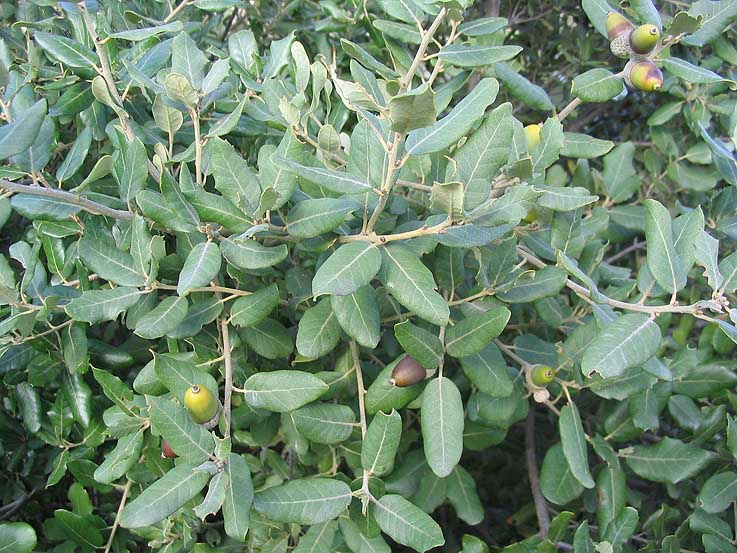
Feuilles et glands de chêne vert

### Faune
La faune rencontrée est spécifique à celle du pourtour méditerranéen. Les sangliers sont nombreux dans le Fenouillèdes, et il n'est pas rare d'en croiser dans les massifs, ou de voir leurs traces caractéristiques dans les chemins et leurs dégâts dans les vignes.
Un ours aurait été aperçu il y a quelques années dans la région, mais rien n'est sûr.
De même, on a un témoignage de jeune adulte lynx vu début décembre 2007.

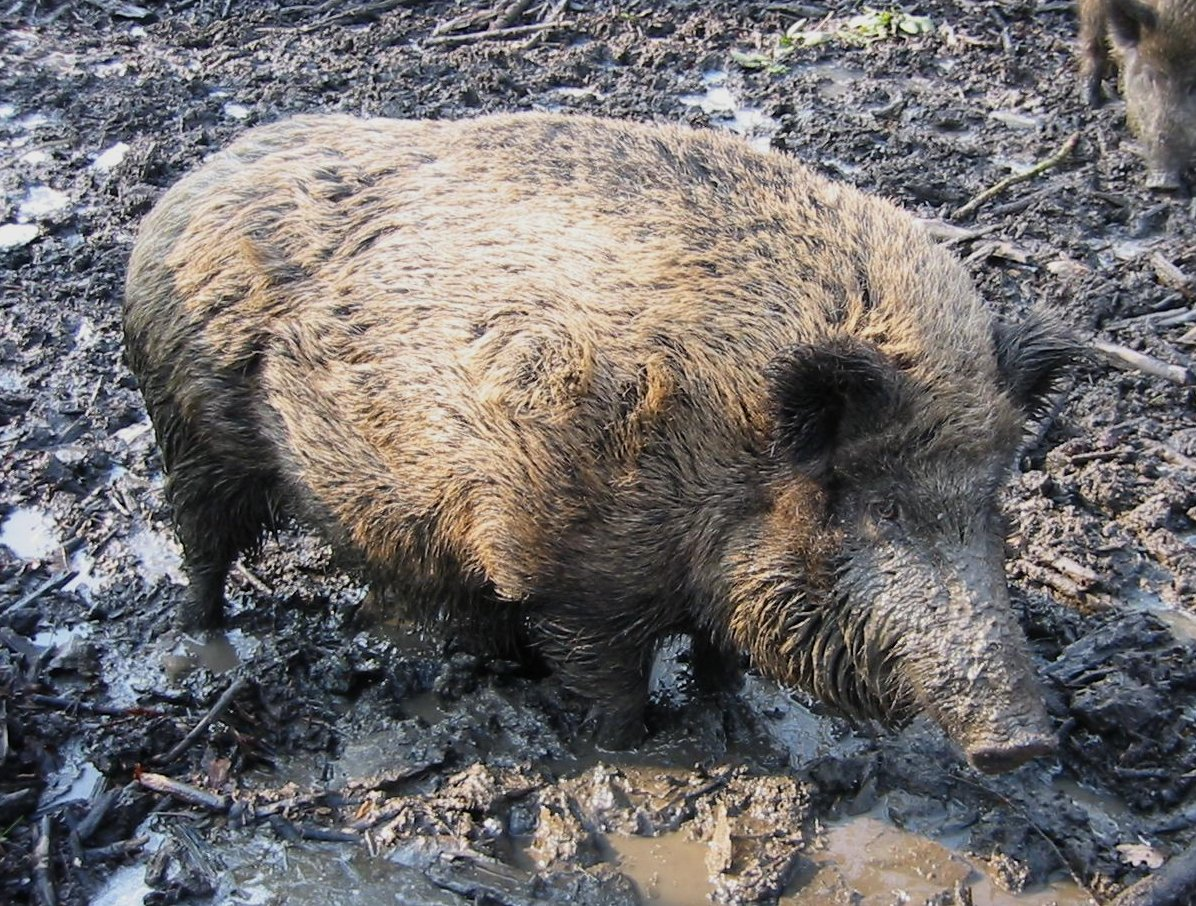
Sanglier

### zones naturelles protégées
la ZNIEFF 910011276 Fenouillèdes audois, couvre la partie ouest du Fenouillèdes.
Le site Natura 2000 FR9101490 - Fenouillèdes s'étant sur les 2 communes de Montalba-le-Château et Rodès.
Le site Natura 2000 FR9101470 - Haute vallée de l'Aude et bassin de l'Aiguette s'étant sur la partie audoise du Fenouillèdes.

## Population

### Principales villes
Il n'existe pas de villes dans le Fenouillèdes. Saint-Paul-de-Fenouillet n'atteint pas 2 000 habitants et Latour-de-France n'est qu'un gros bourg.
Les premières villes se situent plus bas, dans la plaine du Roussillon ou la vallée de la Têt : Rivesaltes, Ille-sur-Têt, Prades, et Quillan sur les bords de l'Aude.

### Démographie

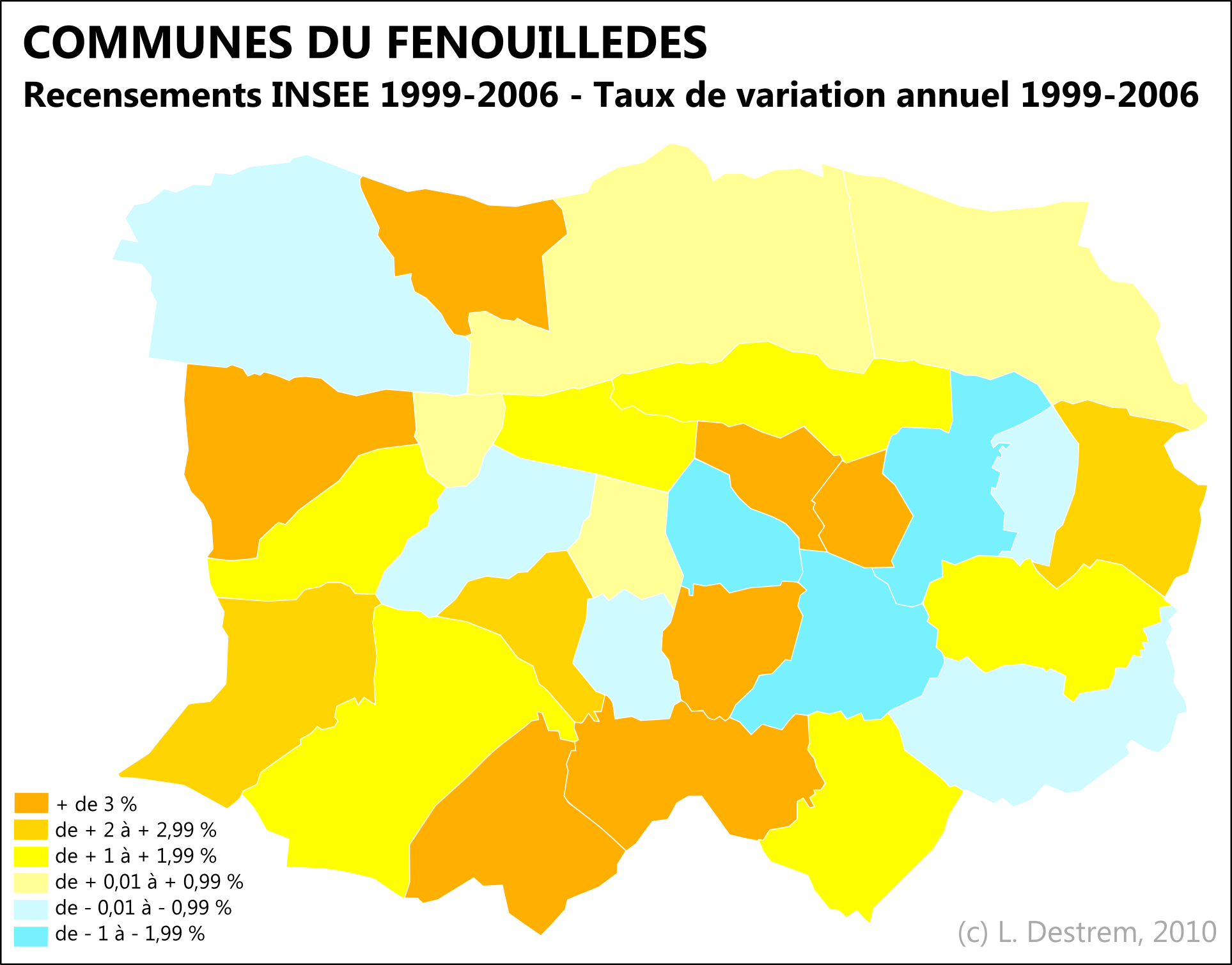
Évolution de la population par commune entre 1999 et 2006 (source INSEE) pour la partie du Fenouillèdes située dans les Pyrénées Orientales.

### Liste des communes

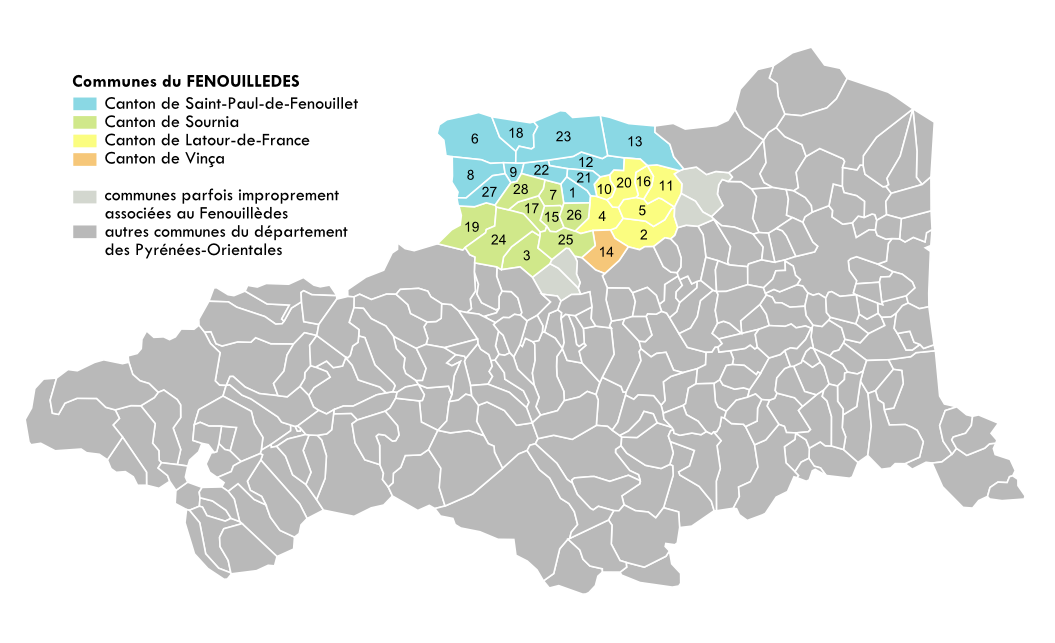
Carte des communes du Fenouillèdes situées dans les Pyrénées Orientales.

Saint-Paul-de-Fenouillet est considérée comme la "capitale" du Fenouillèdes.
Dans les Pyrénées-Orientales, le Fenouillèdes regroupe selon les chiffres 2006 du recensement de l'INSEE 7 234 habitants, contre 6 762 habitants en 1999.
Les 7 234 habitants se répartissent donc sur 28 communes qui sont historiquement les communes qui forment le Fenouillèdes :
Ansignan1 - Bélesta2 - Campoussy3 - Caramany4 - Cassagnes5 - Caudiès-de-Fenouillèdes6 - Feilluns7 - Fenouillet8 - Fosse9 - Lansac10 - Latour-de-France11 - Lesquerde12 - Maury13 - Montalba-le-Château14 - Pézilla-de-Conflent15 - Planèzes16 - Prats-de-Sournia17 - Prugnanes18 - Rabouillet19 - Rasiguères20 - Saint-Arnac21 - Saint-Martin-de-Fenouillet22 - Saint-Paul-de-Fenouillet23 - Sournia24 - Trévillach25 - Trilla26 - Vira27 - Le Vivier28
Dans l'Aude, les 13 communes du Fenouillèdes sont : Lapradelle - Puilaurens (Lapradèla- Puèglaurenç), Salvezines (Salvesinas), Gincla (Ginclar), Montfort-sur-Boulzane (Montfòrt- de- Bolsana), Axat, Artigues (Artigas), Cailla (Calhan), Saint-Martin-Lys (Sant-Martin-de-Lis), Sainte-Colombe -sur-Guette (Santa-Colomba-d'Aigueta) et Counozouls (Conòsols) ainsi que les communes du Roquefortès et de l'Escouloubrez qui appartiennent au Fenouillèdes historique.
Les Communes du Roquefortès sont : Roquefort-de-Sault (Ròcafòrt), Le Bousquet (Le Bosquet).
L'Escouloubrez ne comprend qu'une seule commune : Escouloubre (Escolobra).
Le Roquefortès et l'Escouloubrez ont maintenant une double appartenance, le Pays de Sault les reconnaissant aussi comme des communes de son territoire, formant son troisième plateau. En revanche, certains habitants du Roquefortès et de l'Escouloubrez revendiquent toujours leur appartenance au Fenouillèdes,
Dans l'Aude, le Fenouillèdes regroupe 1468 habitants (chiffres de 2016).
Donc en additionnant les habitants du Fenouillèdes dans les Pyrénées-Orientales et dans l'Aude, cela donne moins de 10 000 habitants et même un peu moins de 9 000 habitants pour un total de 41 communes.
Les numéros renvoient à la carte ci-contre

### Fenouillèdes naturel et Fenouillèdes historique

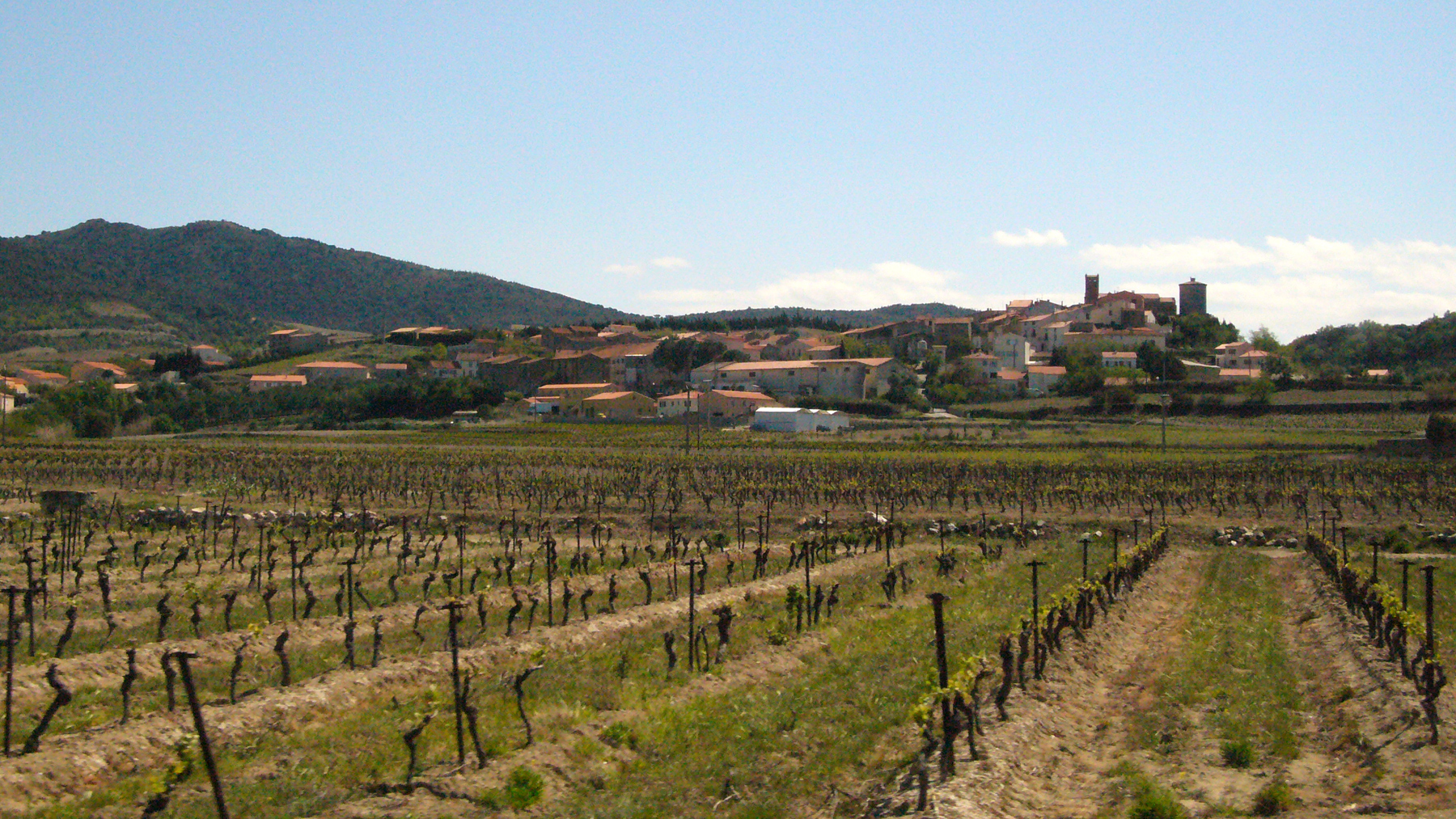
Montner, village catalan

Certaines communes limitrophes, de par leur proximité paysagère notamment, sont parfois associées au Fenouillèdes, alors qu'elles n'en font pas partie historiquement et linguistiquement. Ces communes sont  Tarerach, Arboussols (comarque historique de Conflent), Calce, Estagel et Montner (comarque historique du Roussillon). Ainsi, le Centre régional de la propriété forestière du Languedoc-Roussillon décrit le Fenouillèdes comme étant la zone géographique comprenant la majeure partie des 28 communes déjà citées, mais excluant la bordure septentrionale (la barre rocheuse des Corbières) et le massif forestier de Boucheville, à l'ouest, intégré au pays de Sault, et intégrant les hauteurs des communes catalanes de Montner, Calce, Baixas et Cases-de-Pène.
De plus, il est admis que certaines communes situées dans le département de l'Aude : vallée de la Boulzane (de Montfort-sur-Boulzane en amont à Lapradelle-Puilaurens en aval), secteur d'Axat (Axat, Cailla, Artigues, Saint Martin-Lys), vallée de l'Aiguette (Sainte Colombe sur Guette, Counozouls,) ainsi que la rive droite de la vallée de l'Aude entre Escouloubre et Axat et la partie nord du massif du Madrès jusqu'à son sommet (Roquefort de Sault et le Bousquet), font partie historiquement du Fenouillèdes.

## Histoire

### Préhistoire
L'occupation humaine de la région est très ancienne, comme le prouve le site archéologique de la Caune de l'Arago, situé sur la commune de Tautavel, connue pour son célèbre squelette préhistorique daté d'il y a environ 300 000 à 450 000 ans BP, et retrouvé en 1971 à quelques kilomètres au nord d'Estagel, au pied des Corbières.

### Antiquité
La présence d'une tribu celte dans le territoire du futur comté du Razès (correspondant aux actuels Razès, Pays de Sault, Donezan, Capcir, Termenès, Peyrepertusès et Fenouillèdes) est envisagée, car les toponymes celtes y sont nombreux et davantage présents que dans les territoires alentour. Sa capitale aurait été l'oppidum de "Rhedae" (l'actuel Rennes-le-Château).
Sous l'occupation romaine, le territoire du Fenouillèdes fait partie, dès -120, de la province Narbonnaise. De cette présence romaine restent des vestiges, dont le plus connu est vraisemblablement l'aqueduc d'Ansignan.

### Moyen Âge
Pour la période féodale voir Vicomté de Fenouillèdes

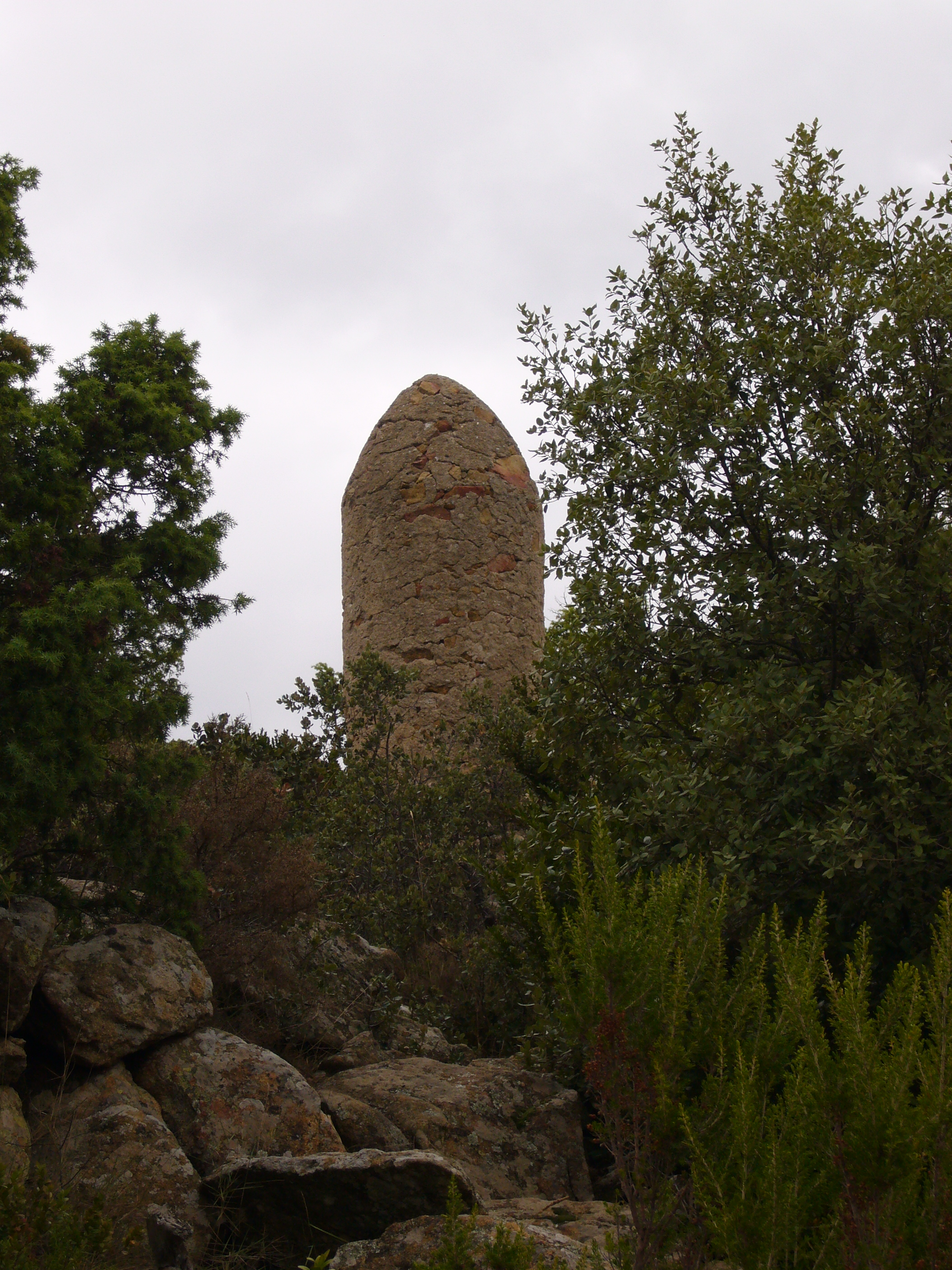
Une ancienne borne-frontière près de Bélesta

Les Wisigoths envahissent la région au Ve siècle. Le territoire est alors situé au sud de leur royaume, la Septimanie. Les Francs, menés par Pépin le Bref, délogent les musulmans, en 711, qui ont à leur tour envahi l'endroit. La construction de sites religieux, tels que le Chapitre de Saint-Paul-de-Fenouillet, est encouragée, notamment par Charlemagne. La Septimanie est divisée en 842 sous Charles le Chauve, laissant le Fenouillèdes partie intégrante du Razès (dont la capitale était Rennes-le-Château) dans une entité appelée marche d'Espagne. Le premier vicomte de Fenouillèdes est installé au château de Fenouillet dès le Xe siècle.
Le Fenouillèdes (« Pagus Fenolietensis », à savoir pays des foins) fait partie du Languedoc et de l'Occitanie. Son histoire est intimement liée à ses voisins catalans, voire espagnols (voir Nuno Sanche de Roussillon). Les « châteaux cathares » de Quéribus, Fenouillet, Puilaurens attestent de ce passé tumultueux.
Le Fenouillèdes a vécu l'histoire des Cathares. Saint-Paul-de-Fenouillet conserve avec son Chapitre, les vestiges de l'ancienne abbaye de Saint-Paul qui fut dotée par le Comte Sunifred au Xe siècle. Elle dépendait du diocèse de Narbonne puis fut rattachée en 1318 à l'évêché d'Alet.
L'abbaye de Saint-Martin-Lys entre 850 et 1070 a rayonné jusqu'à Caudiès avant d'être rattachée à celle de Saint-Pons-de-Thomières.
La région devient un asile pour les cathares persécutés par le pouvoir français et l'Église. Le vicomte est contraint de s'exiler dans le Roussillon voisin. Aragonais au XIe siècle, possession du comte de Besalú, le Fenouillèdes est intégré au royaume de France par le traité de Corbeil (1258), signé entre le roi Louis IX et Jacques Ier d'Aragon, qui fixe la frontière avec l'Aragon au sud du Fenouillèdes. Cette frontière courait au sud des communes d'Escouloubre à Monfort-sur-Boulzane (aujourd'hui audoises), puis au sud des communes de Rabouillet et Sournia jusqu'au sud de la commune de Bélesta-la-Frontière, pour finir à l'est de Latour-de-France. De nombreuses bornes-frontières témoignant de la frontière séparant la couronne française du Roussillon appartenant au royaume d'Aragon sont visibles encore de nos jours, notamment près de Bélesta ou de Montner. Cet accord est un moyen de clarifier les possessions de chaque camp, puisque le territoire était jusqu'alors morcelé en nombreuses enclaves.
Le traité des Pyrénées de 1659 mettra fin à cette situation avec l'annexion par la France du Roussillon, du Conflent, du Vallespir ,de la Cerdagne et du Capcir.
C'est au cours du Moyen Âge que la vigne se développe dans la région.

### Depuis la Révolution

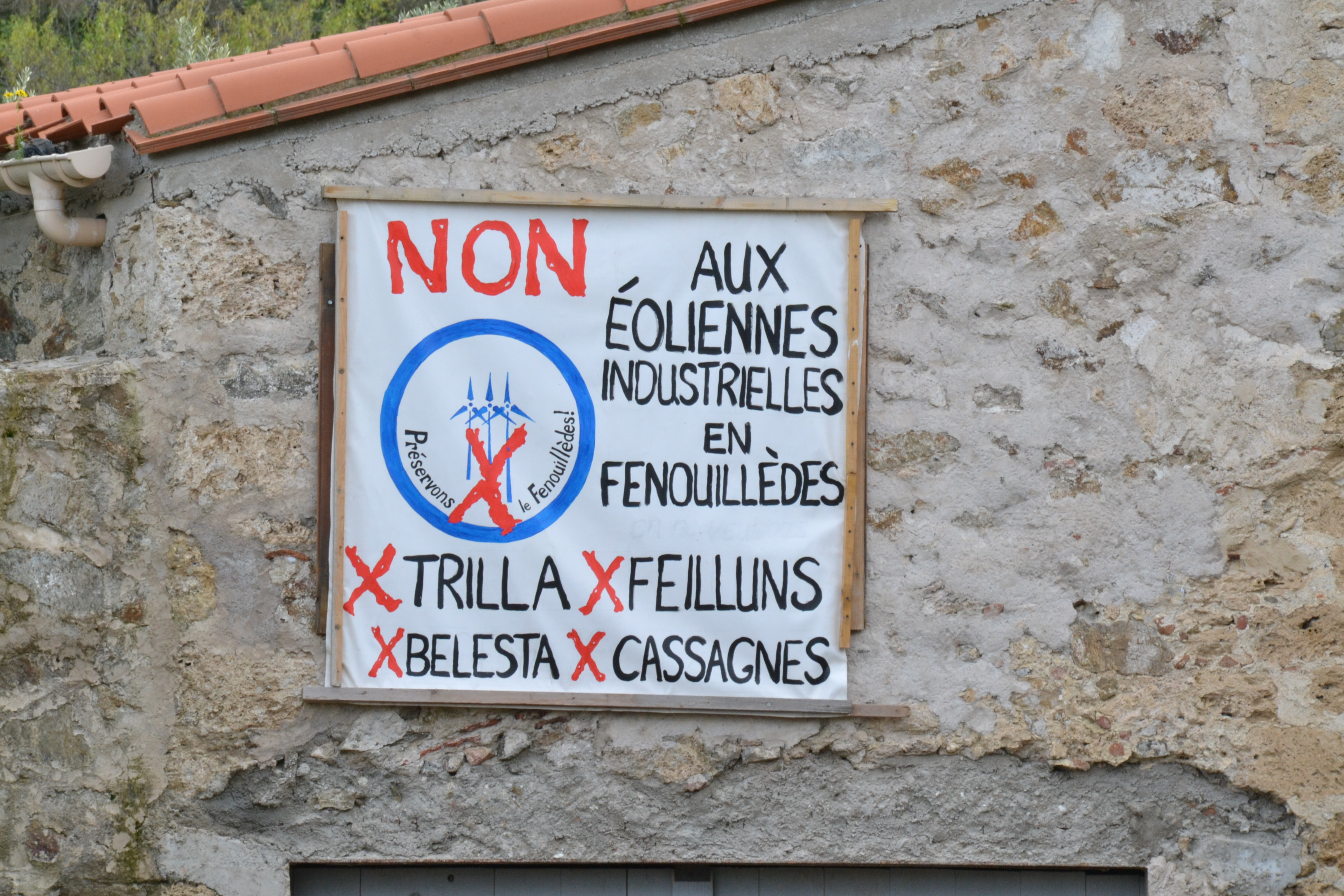
Pancarte d'opposition aux projets éoliens, ici en 2019.

Lors de la création des départements français en 1790, le Fenouillèdes est divisé en deux. Sa partie haute, environ un tiers de sa surface, à savoir les vallées de la Boulzane, de l'Aiguette et la rive droite de la vallée de l'Aude entre Axat et la partie nord du massif du Madrès est intégrée au département de l'Aude. Le reste du Fenouillèdes, sa plus grande partie, fut alors rattaché aux Pyrénées-Orientales.
Après une période moderne et un XIXe siècle encore partagés entre l'agriculture orientée vers l'élevage ovin et caprin, ainsi que la céréaliculture, et l'industrie métallurgique dont le dynamisme relatif est soutenu par l'exploitation forestière. L'exode rural touche très profondément le Fenouillèdes, dont une partie de la population reste pour perpétuer la culture de la vigne, dont la surface se réduit considérablement. Ce phénomène ralentit après la Seconde Guerre mondiale, reste présent, même si dans le même temps s'opère la mutation de la structure économique, notamment autour de l'activité viticole qui bénéficie des démarches de qualité et de labellisation à partir des années 1970.
En 2009, l'éventualité de la création d'un parc naturel régional regroupant la partie du Fenouillèdes situé dans les Pyrénées Orientales et une partie des Corbières a été émise. Les discussions sont en cours en 2012, et une étude de faisabilité a été lancée pour la période allant d'octobre 2012 à septembre 2013. Un syndicat mixte de préfiguration est en place depuis 2015. Le projet est validé début 2020, pour une labellisation effective avant 2022 Le Parc naturel régional Corbières-Fenouillèdes est finalement créé le 4 septembre 2021.
À la même époque, le territoire est marqué par l'émergence de projets de parcs éoliens contestés par une partie de la population.

## Économie

### Agriculture

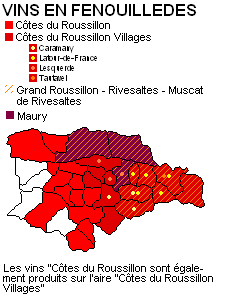
Carte des vins en Fenouillèdes

Sur les coteaux de schiste et dans les plaines, on cultive la vigne (Caramany, Maury, Cassagnes, Lesquerde, Latour-de-France, Caudiès-de-Fenouillèdes, etc.). Les principales appellations sont l'AOC "Côtes du Roussillon Villages" (vin rouge), comportant 4 terroirs réputés : Caramany, Tautavel, Latour-de-France et Lesquerde, le muscat de Rivesaltes, le Maury.
L'élevage et l'exploitation forestière sont développés en altitude.

### Industrie

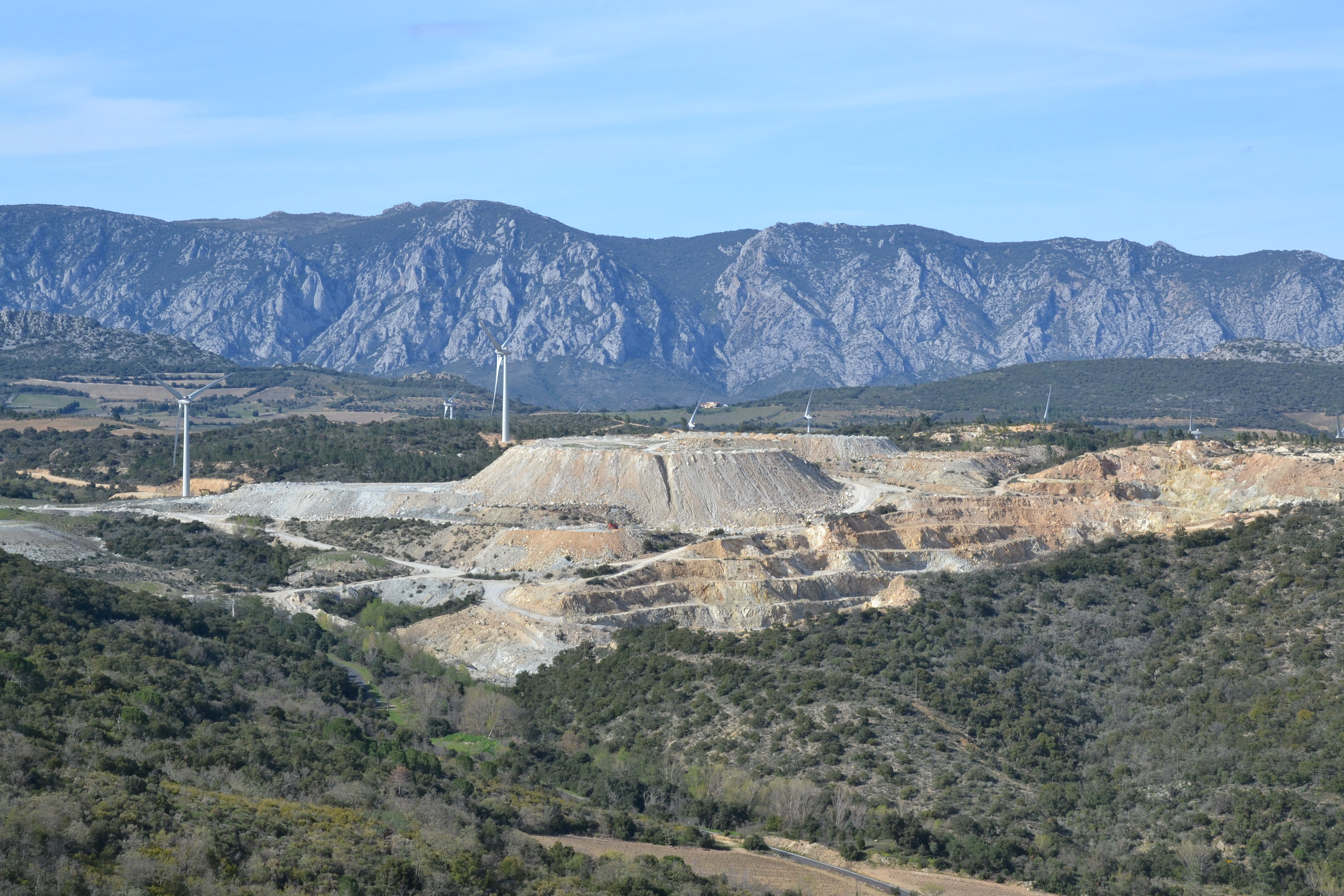
La carrière de Lansac.

Le territoire a abrité plusieurs sites d'extraction minière (fer, gypse, cuivre...). La carrière de feldspath de Lansac constitue encore l'un des sites industriels les plus visibles dans le paysage.

### Tourisme
Bien qu'étant une région isolée, restée à l'écart des flux de circulation et pâtissant de sa situation d'arrière-pays d'une côte très touristique, le Fenouillèdes bénéficie depuis la fin du XXe siècle de l'essor du tourisme vert. La randonnée reste une des principales activités avec de très nombreuses boucles de promenade et randonnée (PR), un sentier de Grande randonnée de Pays (GRP) : Le Tour des Fenouillèdes, Des sentiers de Grande Randonnée (GR) : no 36 et 367, Sentier Cathare. Le Fenouillèdes bénéficie d'une mosaïque de paysages très divers depuis les collines sèches de l'est (Maury, Latour-de-France) jusqu'aux montagnes du sud-ouest densément boisées des secteurs pyrénéens et pré-pyrénéens du Madres, du Dourmidou, de la forêt de Boucheville. Le tout entrecoupé de magnifiques gorges (Galamus, La Fou, Saint-Jaume, la Pierre-Lys et Saint Georges) et avec quelques coins de baignade ou d’activités aquatiques dans l'Agly.
Tout le Fenouillèdes septentrional est parcouru par une voie ferrée touristique, le long de l'axe Agly-Boulzane jusqu'aux rives de l'Aude,qui connaît un réel succès : le "Train du Pays cathare et du Fenollèdes".
Le patrimoine historique important mais peu exploité du Fenouillèdes est un autre facteur d'activité touristique. La présence d'un aqueduc romain ou gallo-romain à Ansignan, de tours et de châteaux féodaux (dont les châteaux dits « cathares » de Quéribus, Puilaurens et Fenouillet) en témoignent. Bélesta accueille dans le cadre du Réseau Culturel Terre Catalane un musée de préhistoire. Ce réseau comprend d'autres sites du Fenouillèdes et des communes limitrophes : le Prieuré de Marcevol et les Orgues d'Ille-sur-Têt.

## Culture

### Langue

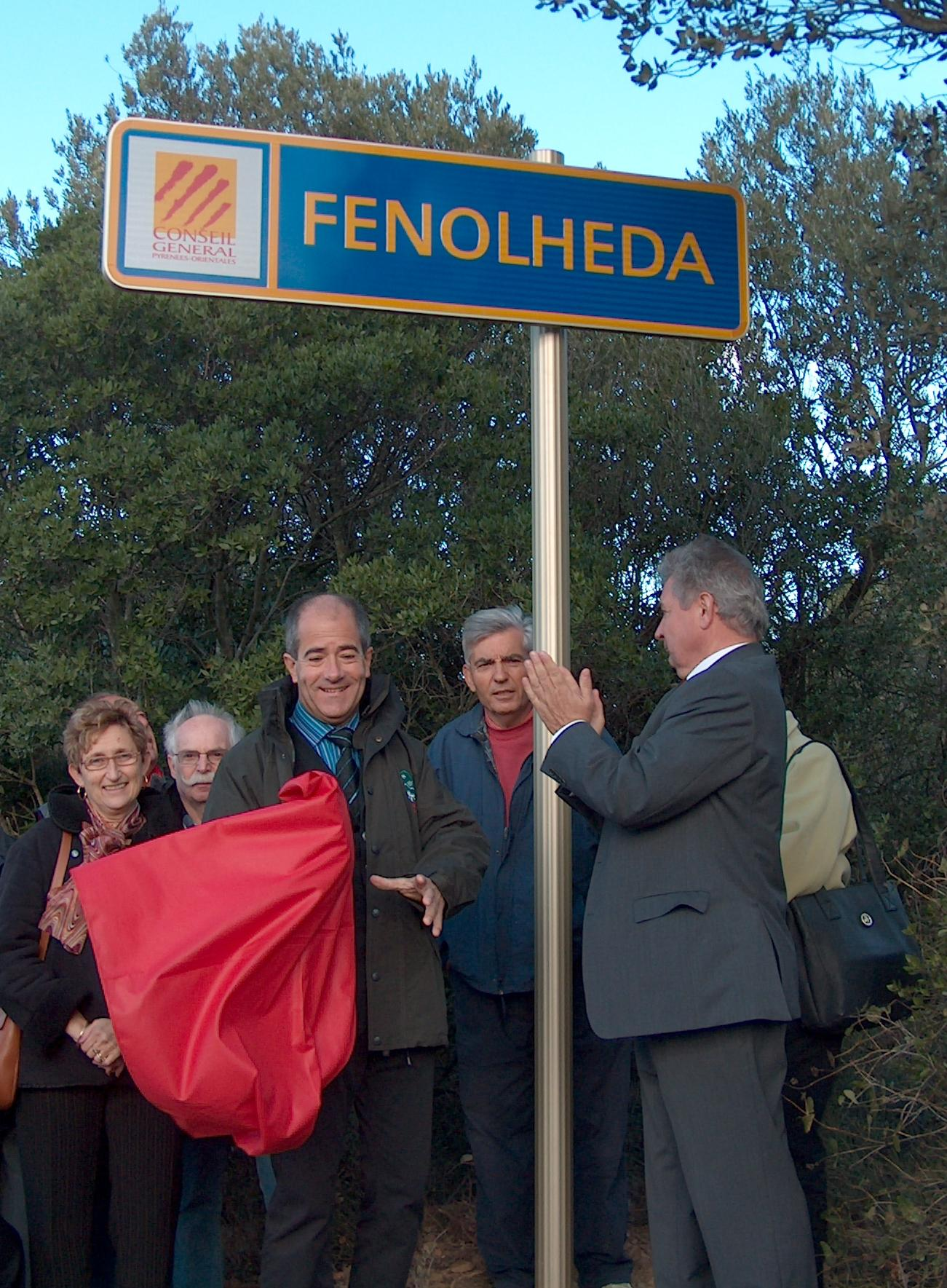
Christian Bourquin, président du conseil général des Pyrénées-Orientales, inaugurant en 2007 une plaque de signalisation annonçant l'entrée dans le Fenouillèdes en occitan (Fenolhedés en occitan classique).

Le Fenouillèdes est la seule partie du département des Pyrénées-Orientales qui fait partie du Languedoc : cela signifie que la langue traditionnelle est l'occitan. Le reste des Pyrénées-Orientales est de langue catalane.
Seules quelques communes, de l'est et du sud de la région ne font pas partie de l'aire occitane.
- Nom des communes en occitan (NB :  catalan à titre comparatif, puisque le F. est occitan)

| Nom français               | Nom occitan                           | Nom catalan            |
| -------------------------- | ------------------------------------- | ---------------------- |
| Ansignan                   | Ansinhan                              | Ancinyà                |
| Bélesta                    | Belhestar                             | Bellestar              |
| Calce                      |                                       | Calce                  |
| Campoussy                  | Camporsin                             | Camporsin              |
| Caramany                   | Caramanh                              | Caramany               |
| Cassagnes                  | Cassanhas                             | Cassanyes              |
| Caudiès-de-Fenouillèdes    | Caudièrs de Fenolhedés                | Caudiers de Fenollet   |
| Feilluns                   | Felhuns                               | Felluns                |
| Fenouillet                 | Fenolhet                              | Fenollet               |
| Fosse                      | Fossa                                 | Fossa                  |
| Lansac                     | Lançac                                | Lançac                 |
| Latour-de-France           | La Tor de Trinhac ou La Tor de França | La Tor de França       |
| Lesquerde                  | L'Esquèrda                            | L'Esquerda             |
| Maury                      | Maurin                                | Maurí                  |
| Montalba-le-Château        | Montalban del Castèl                  | Montalbà del Castell   |
| Montner                    |                                       | Montner                |
| Pézilla-de-Conflent        | Pesilhan de Conflent                  | Pesillà del Conflent   |
| Planèzes                   | Planesas                              | Planeses               |
| Prats-de-Sournia           | Prats de Sornhan                      | Prats de Sornià        |
| Prugnanes                  | Prunhanas                             | Prunyanes              |
| Rabouillet                 | Rebolhet                              | Rebollet               |
| Rasiguères                 | Rasiguèras                            | Rasigueres             |
| Saint-Arnac                | Çantarnac                             | Centernac              |
| Saint-Martin-de-Fenouillet | Sant Martin de Fenolhet               | Sant Martí de Fenollet |
| Saint-Paul-de-Fenouillet   | Sant Pau de Fenolhet                  | Sant Pau de Fenollet   |
| Sournia                    | Sornhan                               | Sornià                 |
| Tarerach                   |                                       | Tarerac                |
| Trévillach                 | Trevilhac                             | Trevillac              |
| Trilla                     | Trilhan                               | Trillà                 |
| Vira                       | Viran                                 | Virà                   |
| Le Vivier                  | Le Vivièr                             | El Viver               |

### Gastronomie
Principales spécialités :
- vin : vignoble du Roussillon, vignoble des Côtes-du-Roussillon, vignoble des Côtes-du-Roussillon-Villages, muscat de Rivesaltes, Maury.
- Truffes de Lesquerde
- croquants de Saint-Paul

### Armorial

Ansignan
Caramany

## Sites

### Sites religieux
- Chapitre de Saint-Paul-de-Fenouillet
- Église Notre-Dame de Laval
- Ermitage Saint-Antoine de Galamus

### Sites naturels
- Gorges de Galamus
- Clue de la Fou (Via ferrata)
- Gorges de Saint-Jaume
- Gorges du fleuve Aude (Gorges de la Pierre-Lys et Gorges de Saint-Georges)
- Lac de Caramany  ou de l'Agly
- Roc de Lansac 500m
- Serre de Vergès 583m
- Pic du Sarrat Naout 1310m
- Pic d'Estable 1495m
- Pic du Dourmidou 1843m
- Massif et Pic du Madrès 2469m
- Pic du Bernard Sauvage 2423m
- Força Réal 510m (en Roussillon)
- Forêt de Boucheville
- Forêts audoises: En Malo, Bac Estable, Salvanère, Gravas, Lapazeuil, Navarre...
- Forêt du Vivier (hêtre remarquable)
- Grau de Maury 430m
- Col de Saint-Louis 696m
- Col de Campérié 511m
- Col de Benta frida 953m
- Col de la Bène 1076m (Refuge forestier du Gai Sourire)
- Col d'Aussière 1021m
- Col de Jau 1506m
- Col du Garabeil 1258m

### Sites gallo-romains
- Aqueduc d'Ansignan. Dans les arches basses, le long de l'Agly, des briques, incluses dans la structure ont été datées de 270 de notre ère (environ) par archéomagmétisme (travaux réalisés en 1990 par l'université de Rennes, rapport consultable à la mairie d'Ansignan). La partie haute (dix-sept arches) date de l'an 800 environ donc carolingienne.

### Sites préhistoriques
- Musée de Bélesta
- Tautavel
- Caune de l'Arago

### Châteaux et sites médiévaux
- Château de Puilaurens
- Château de Quéribus (en Pérapertusès)
- Château de Peyrepertuse (en Pérapertusès)
- Tour de Lansac
- Tour Trémoine
- Tour de Prats-de-Sournia
- Château de Fenouillet
- Castel Fizel (château)
- Castel Sabarda
- Château de Montalba

### Villages pittoresques
- Sournia
- Caramany
- Bélesta
- Montalba

## Politique et administration

### Administration
Administrativement, dans les Pyrénées Orientales le Fenouillèdes se compose :
- de cinq communautés de communes : la Communauté de communes du Rivesaltais - Agly - Manadeil, communauté de communes des Agly Fenouillèdes, Communauté de communes de Roussillon Conflent, Communauté de communes Vinça Canigou
- d'approximativement trois cantons : le canton de Saint-Paul-de-Fenouillet, le canton de Latour-de-France et le canton de Sournia.

L'ensemble des communes du Fenouillèdes dans les Pyrénées Orientales (sauf quelques communes du canton de Sournia) appartient au Pays de la Vallée de l'Agly.
Administrativement, dans l'Aude le Fenouillèdes Audois est compris dans ancien canton d'Axat (Canton de la Haute-Vallée de l'Aude), Communauté de communes des Pyrénées Audoises.
Remarque : dans l'"Atlas des paysages du Languedoc-Roussillon" il est indiqué comme faisant partie du Fenouillèdes audois les communes d'Axat, de Belvianes-et-Cavirac, Puilaurens, Quillan, Saint-Julia-de-Bec, Saint-Louis-et-Parahou, Saint-Martin-Lys, Salvezines.

### Politique

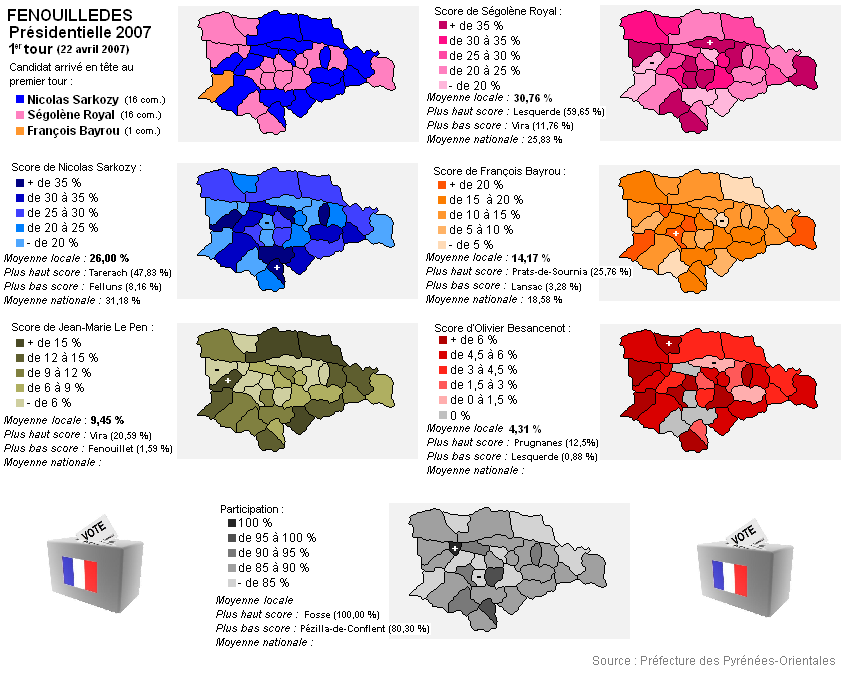
Résultats des 5 principaux candidats dans les communes, du 1er tour de l'élection présidentielle du 22 avril 2007

En 2007, le Fenouillèdes a mieux résisté que le reste du département à la "vague bleue". Depuis quelques années[Quand ?], les Pyrénées-Orientales, basculent à droite. Ainsi, depuis la présidentielle de 1988, le candidat de la droite fait mieux que celui de la gauche. Une tendance qui ne s'observait pas encore ici, car le parti socialiste arrivait toujours en tête.

## Galerie d'images

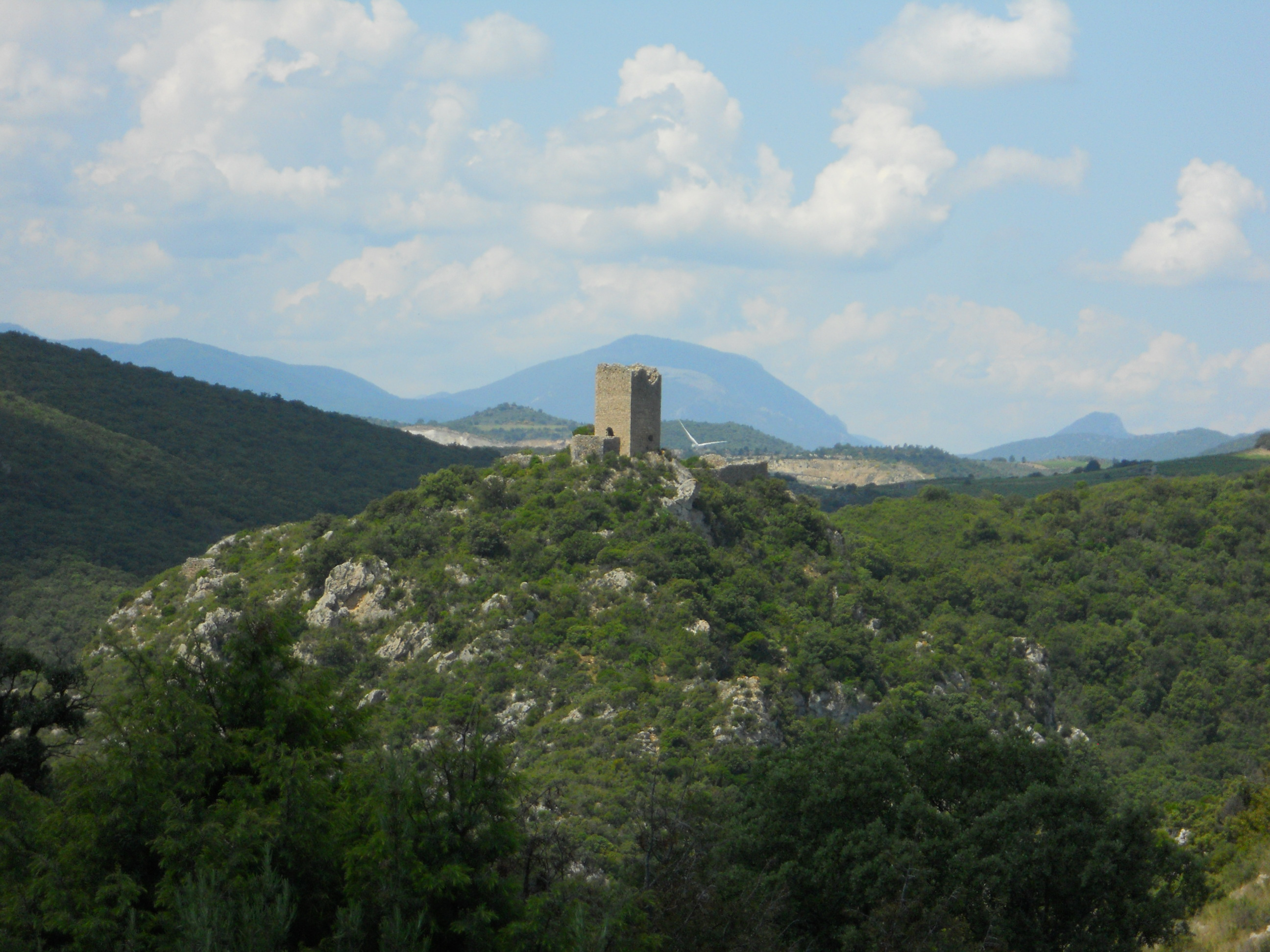
La tour Trémoine à Rasiguères, ancienne tour à signaux
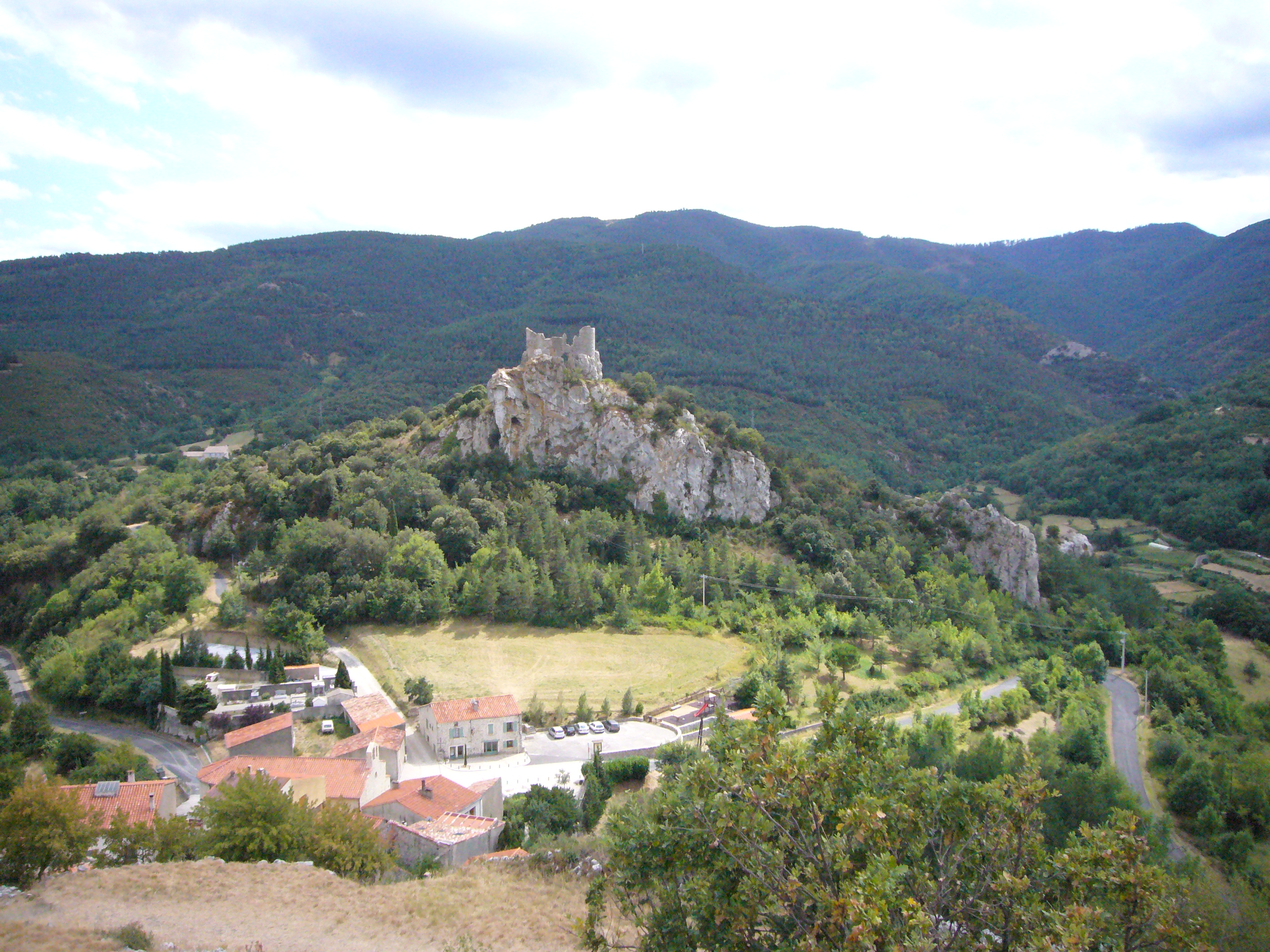
Castel Sabarda à Fenouillet
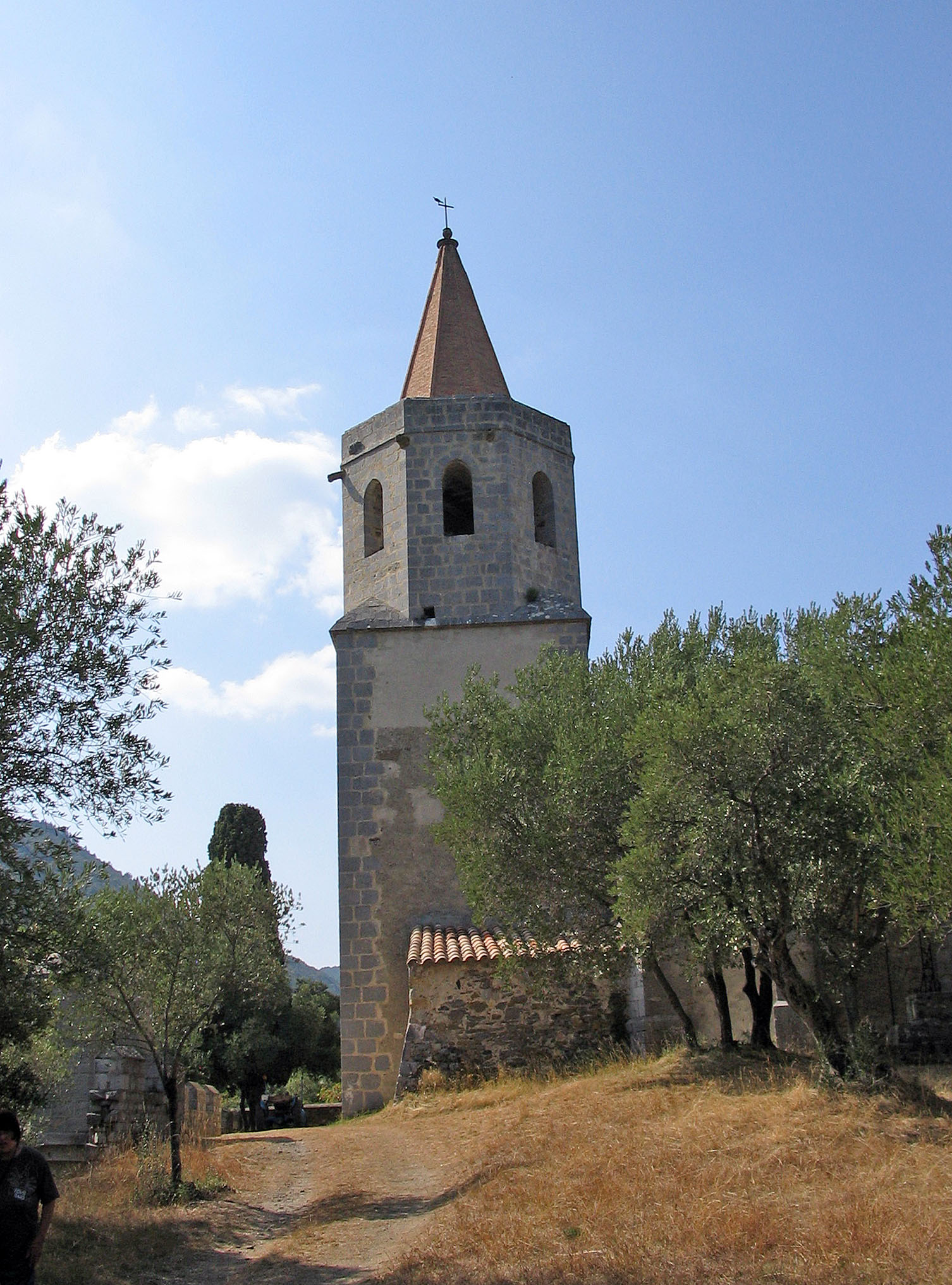
Notre-Dame de Laval à Caudiès-de-Fenouillèdes
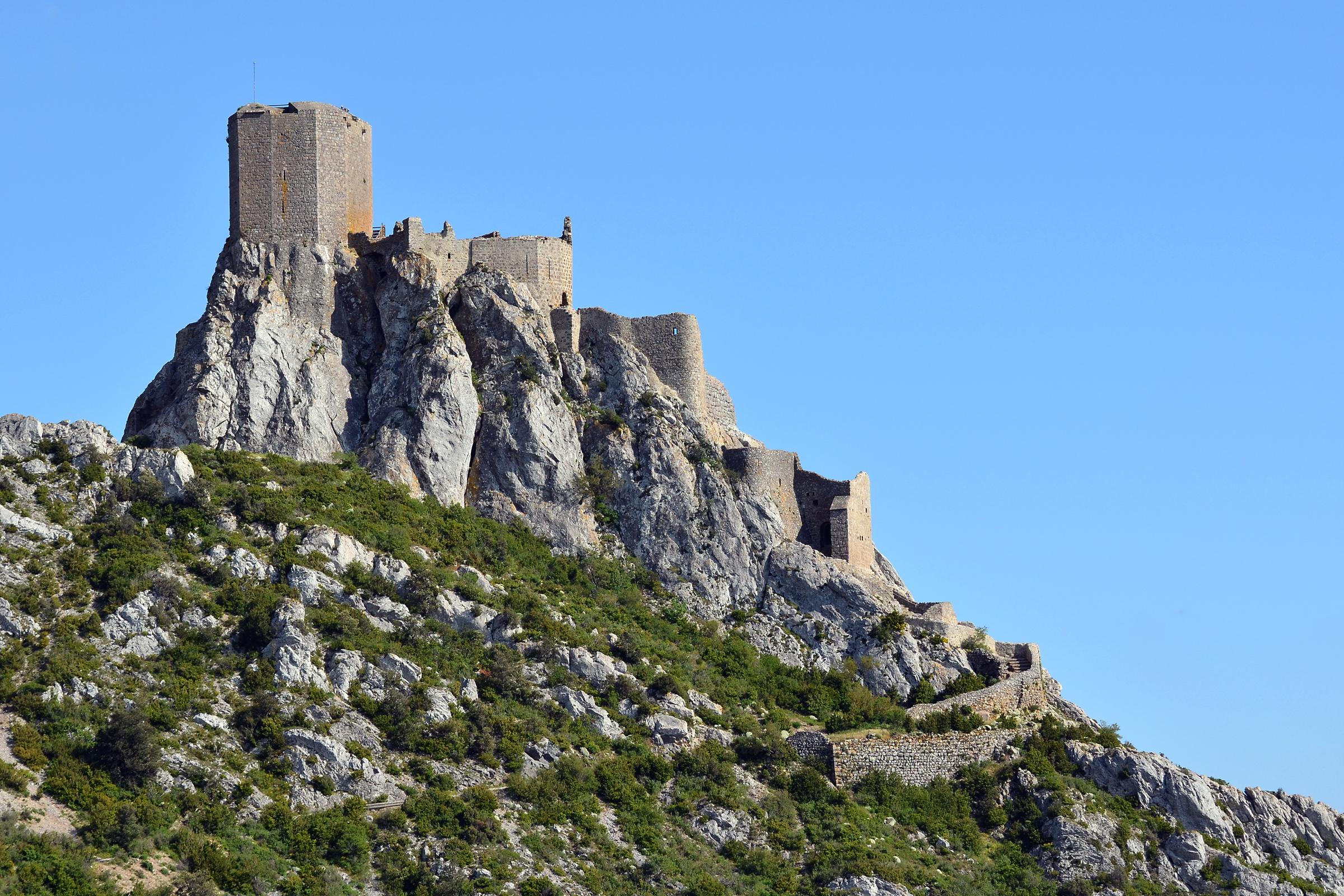
Le château de Quéribus marque la frontière nord du Fenouillèdes, et le passage dans l'Aude
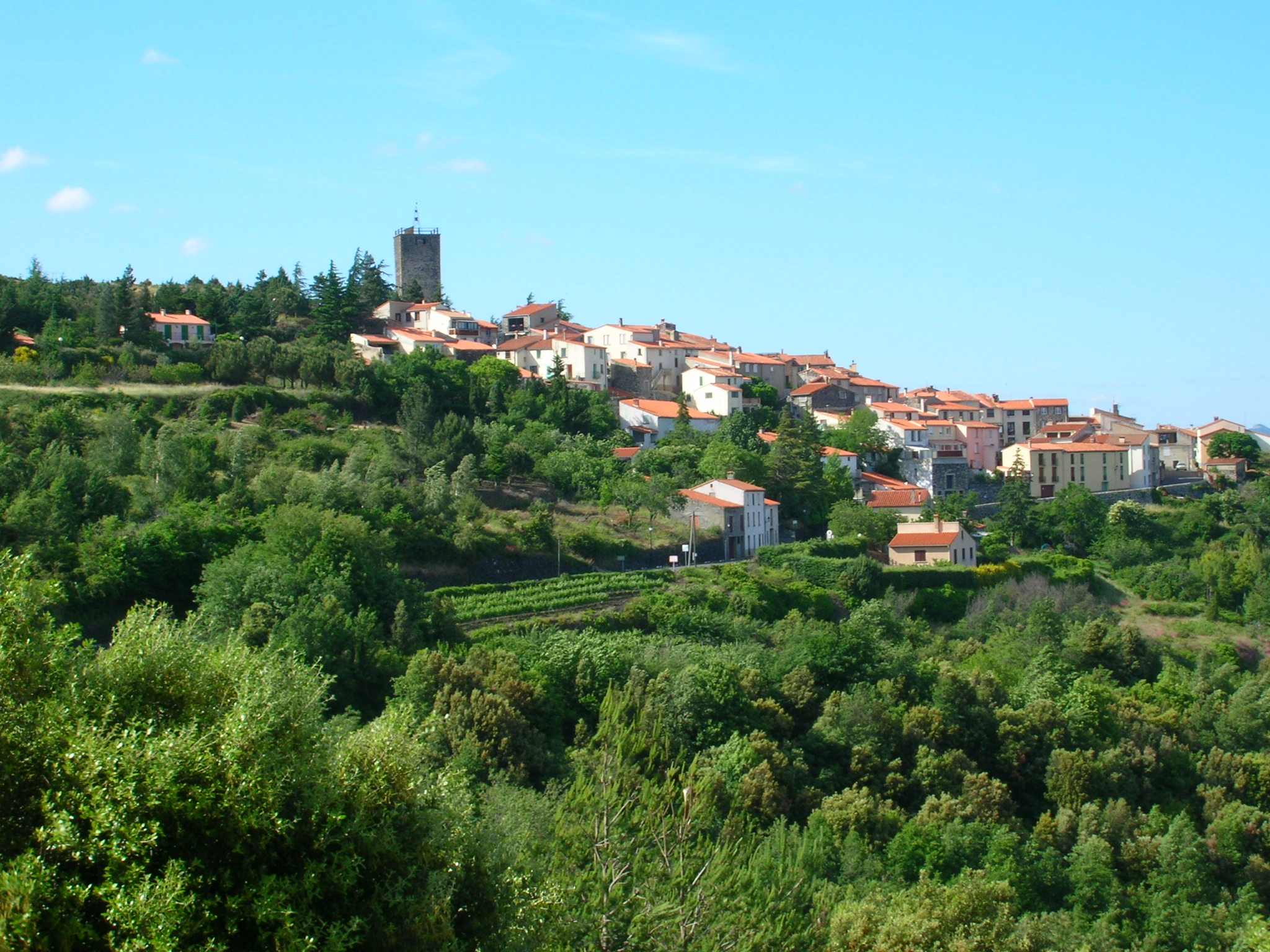
Le village de Prats-de-Sournia
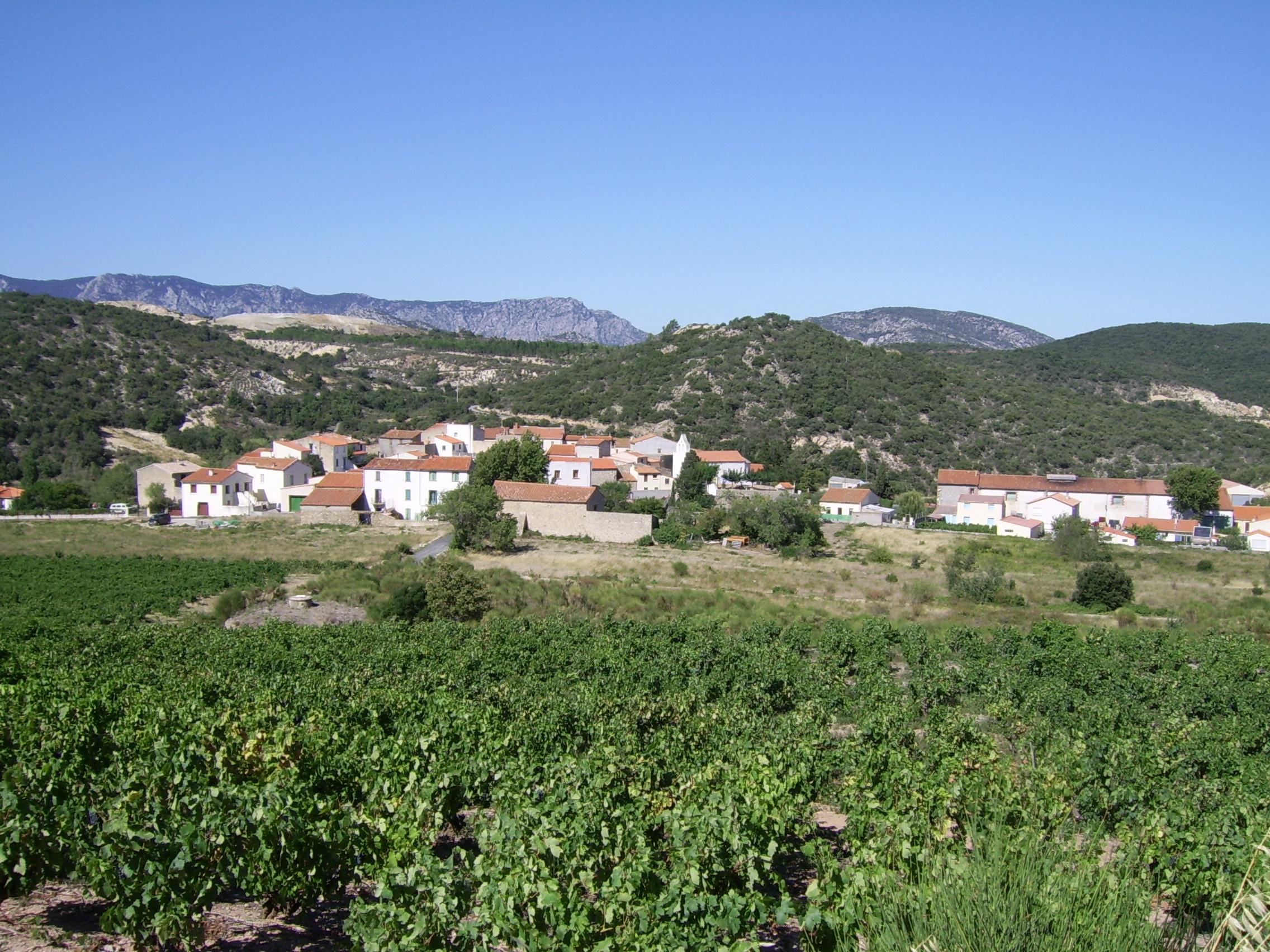
Le village de Lansac
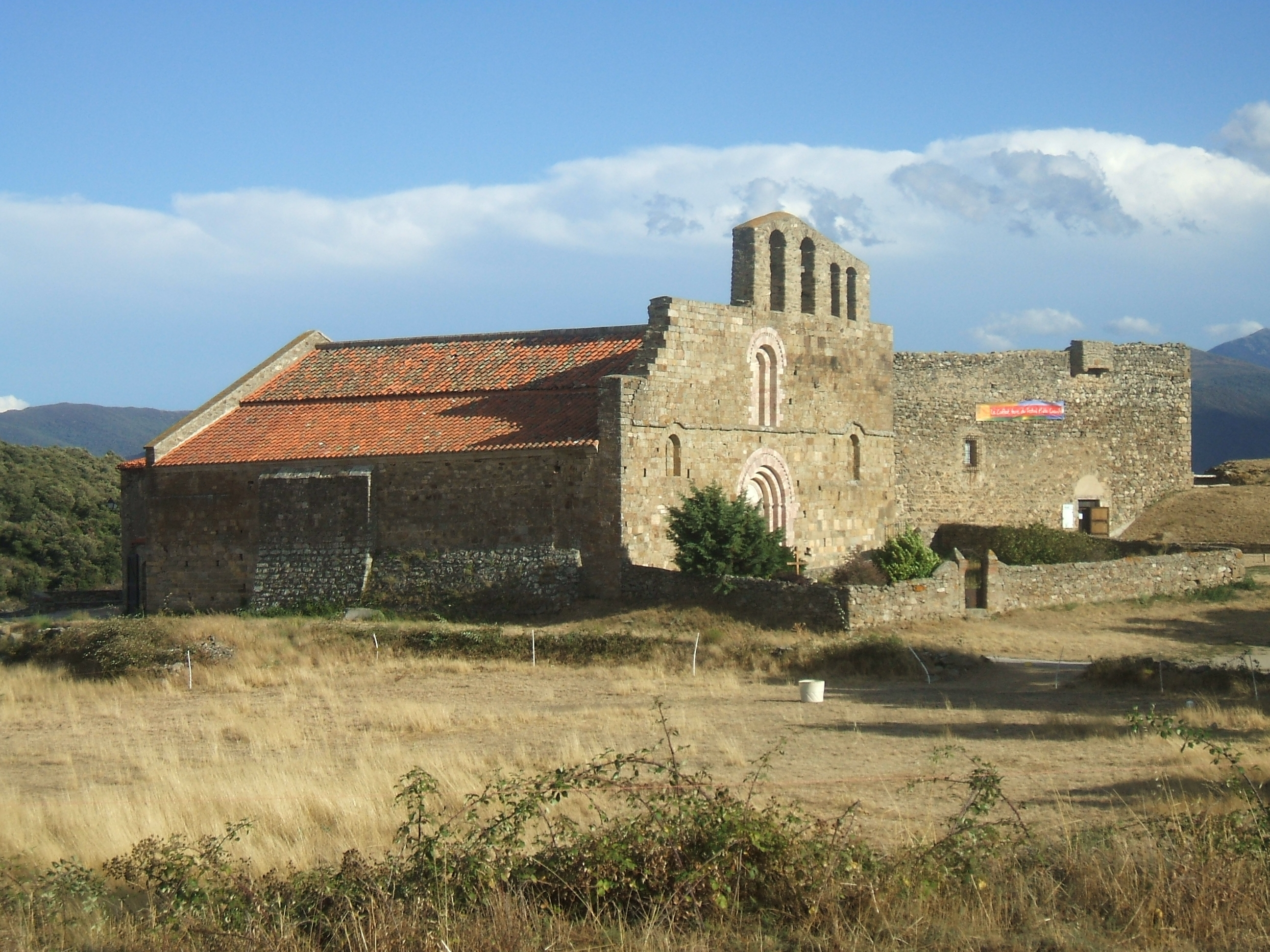
Le prieuré de Marcevol, aux confins du Fenouillèdes et du  Conflent
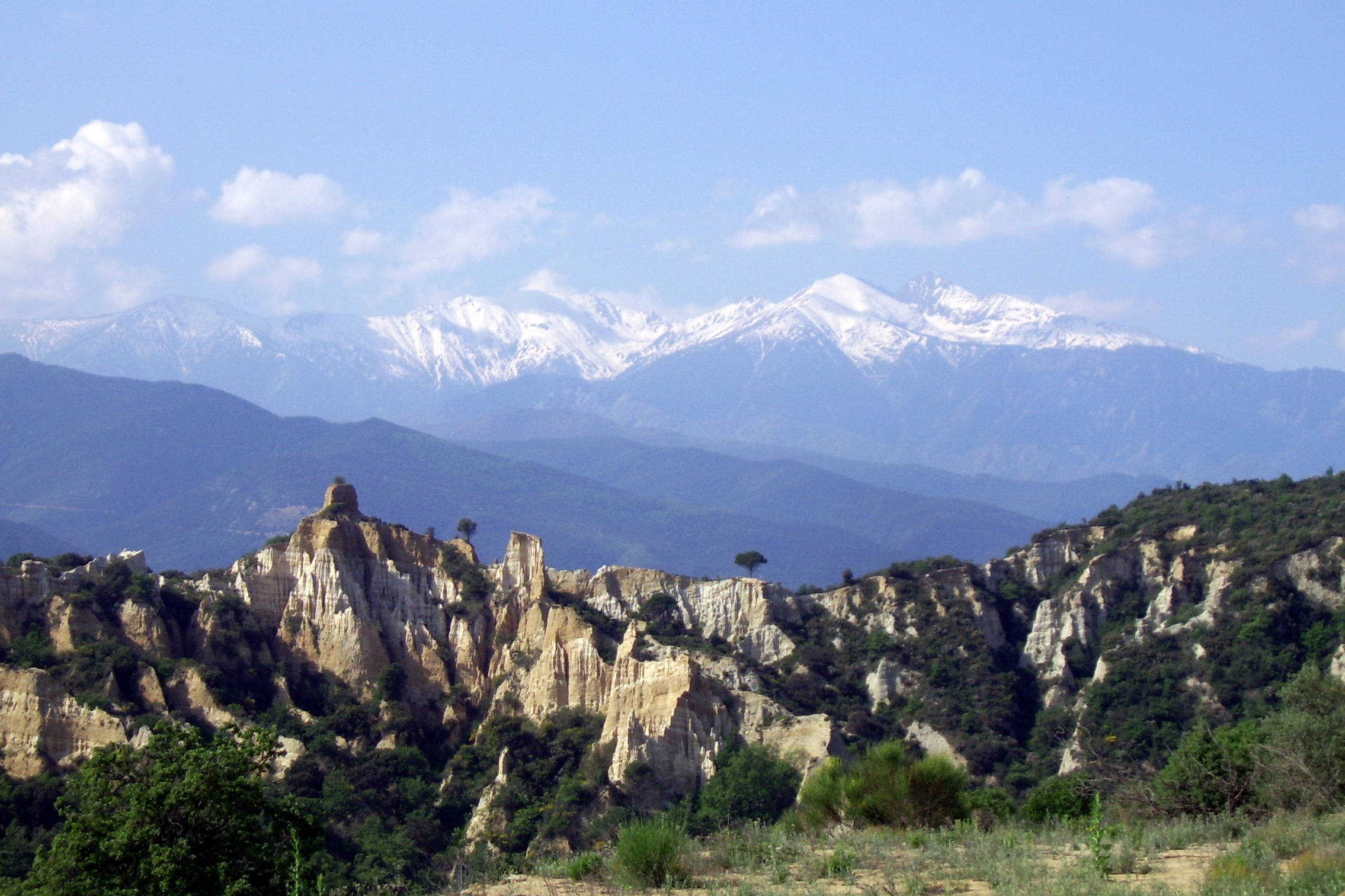
Les Orgues d'Ille-sur-Têt, porte sud du Fenouillèdes. Au fond, le  Canigou
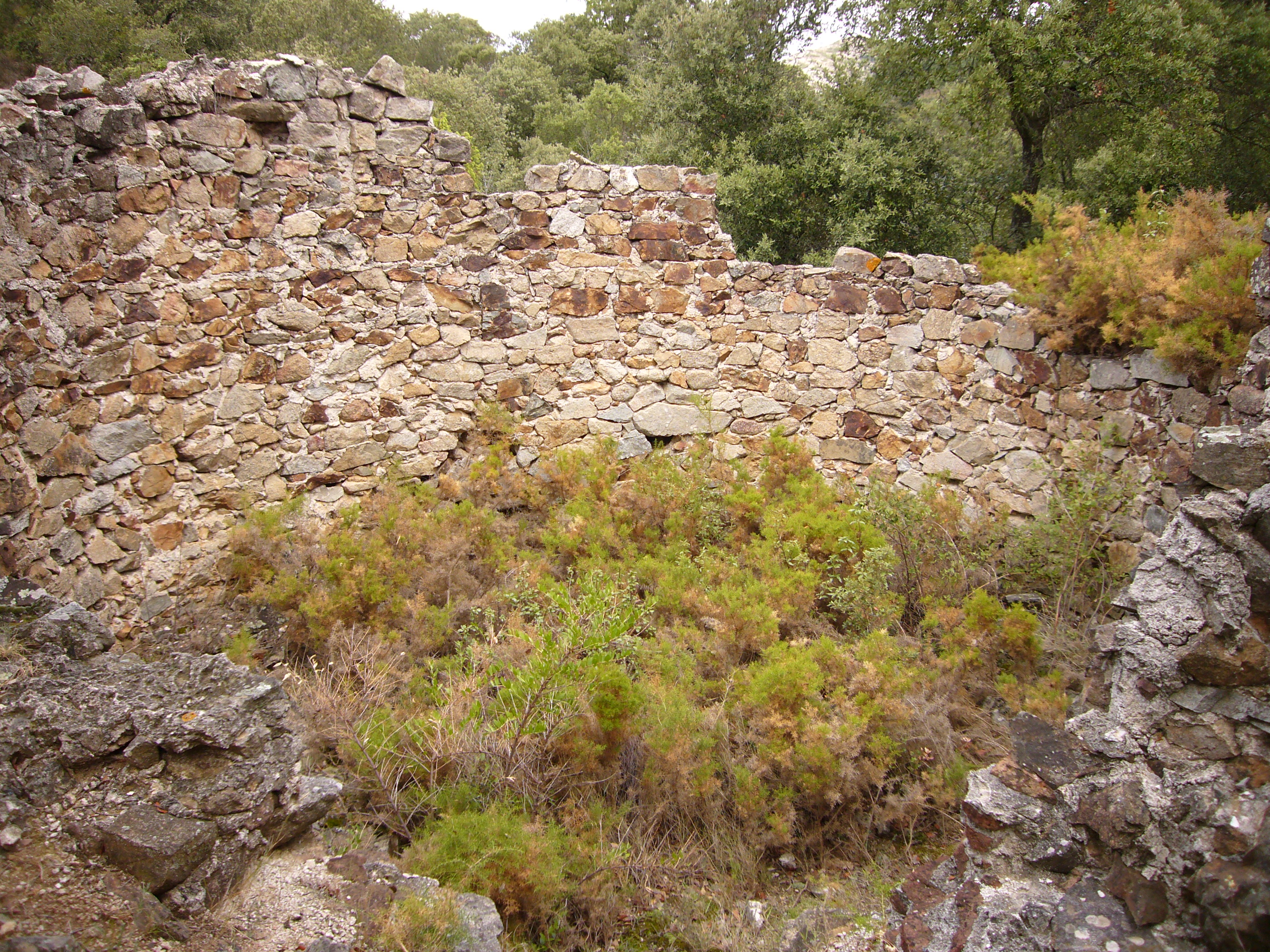
Puits à glace près de Bélesta
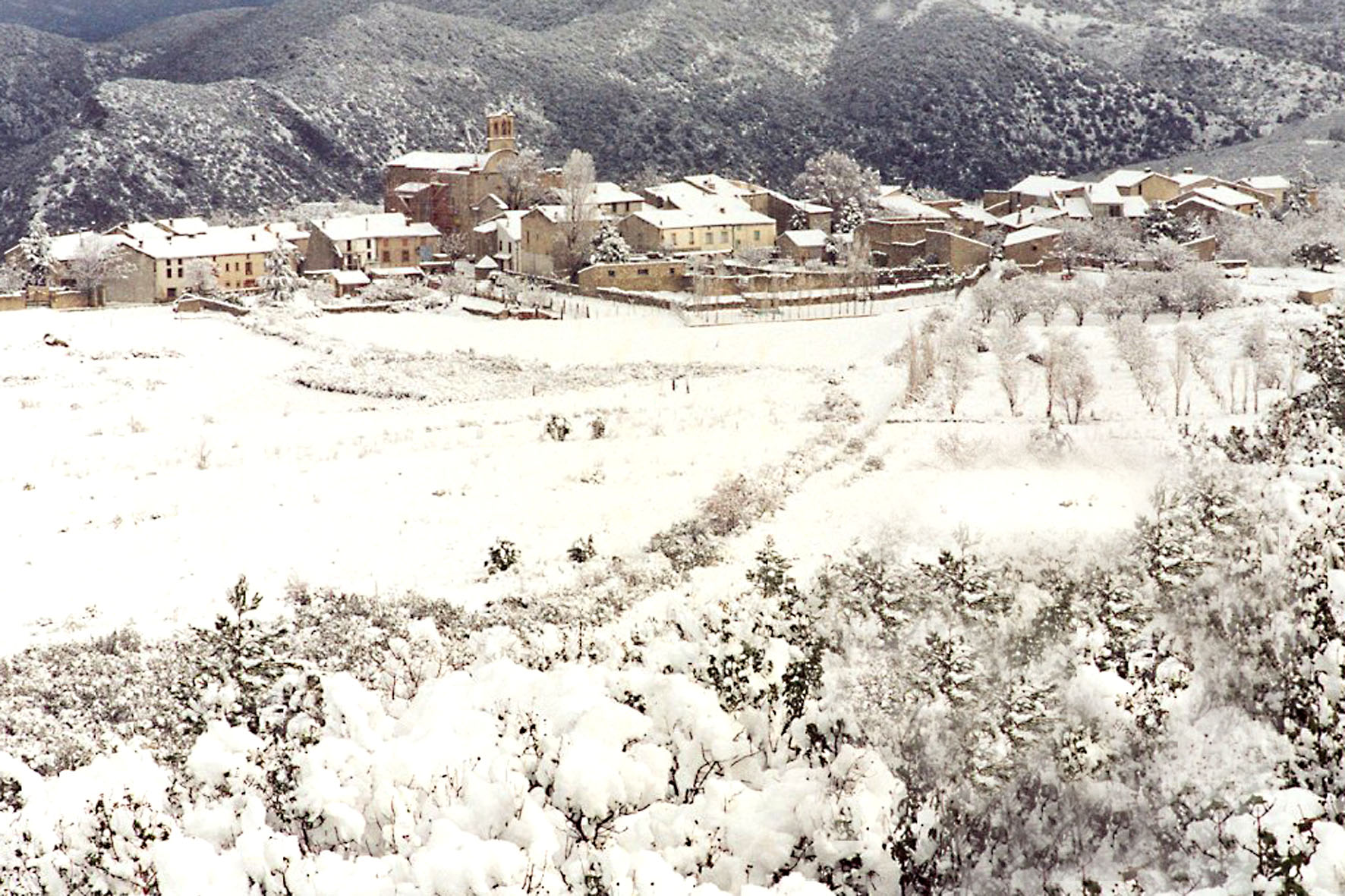
Le village de Campoussy sous la neige
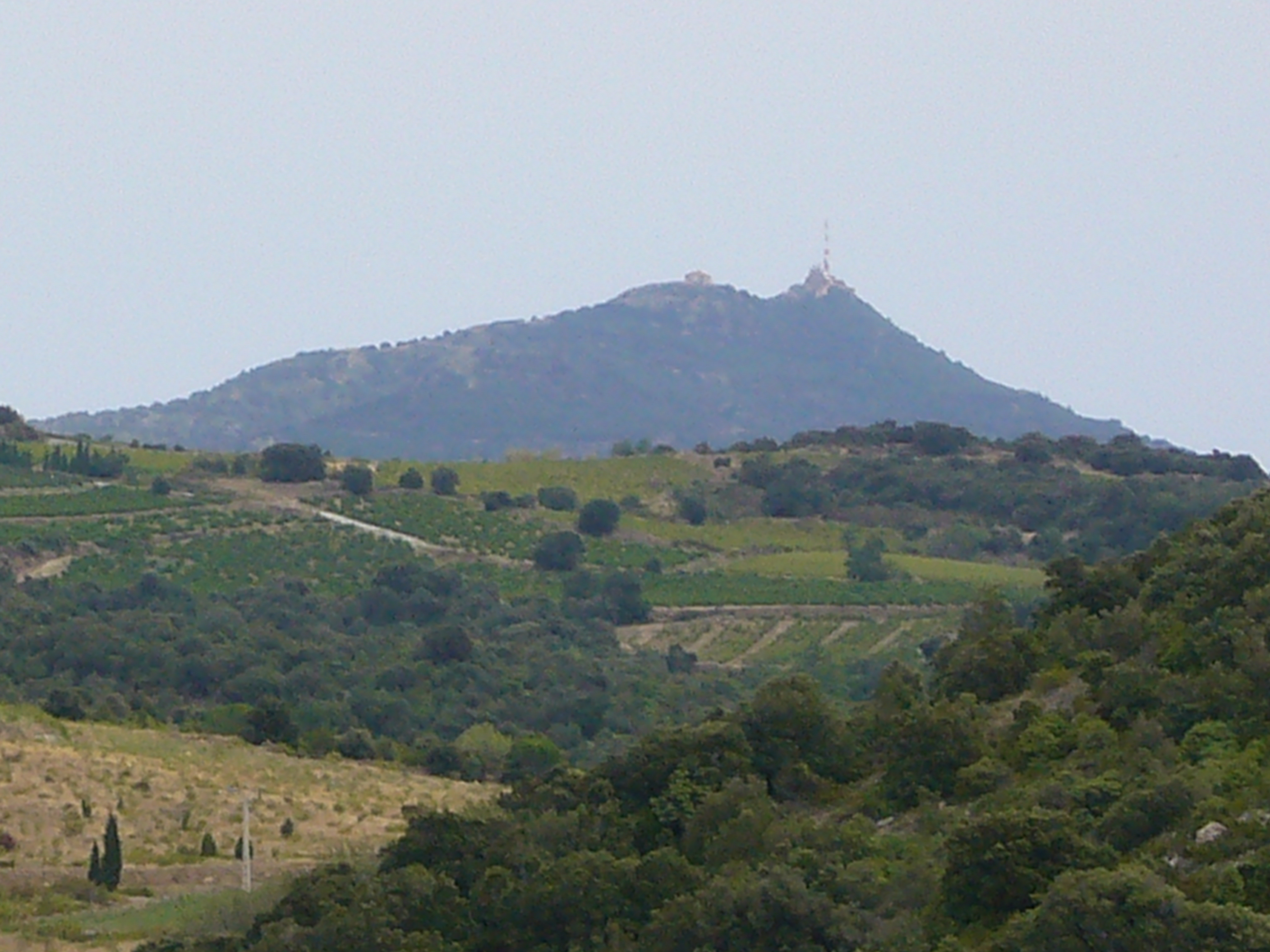
Força Réal
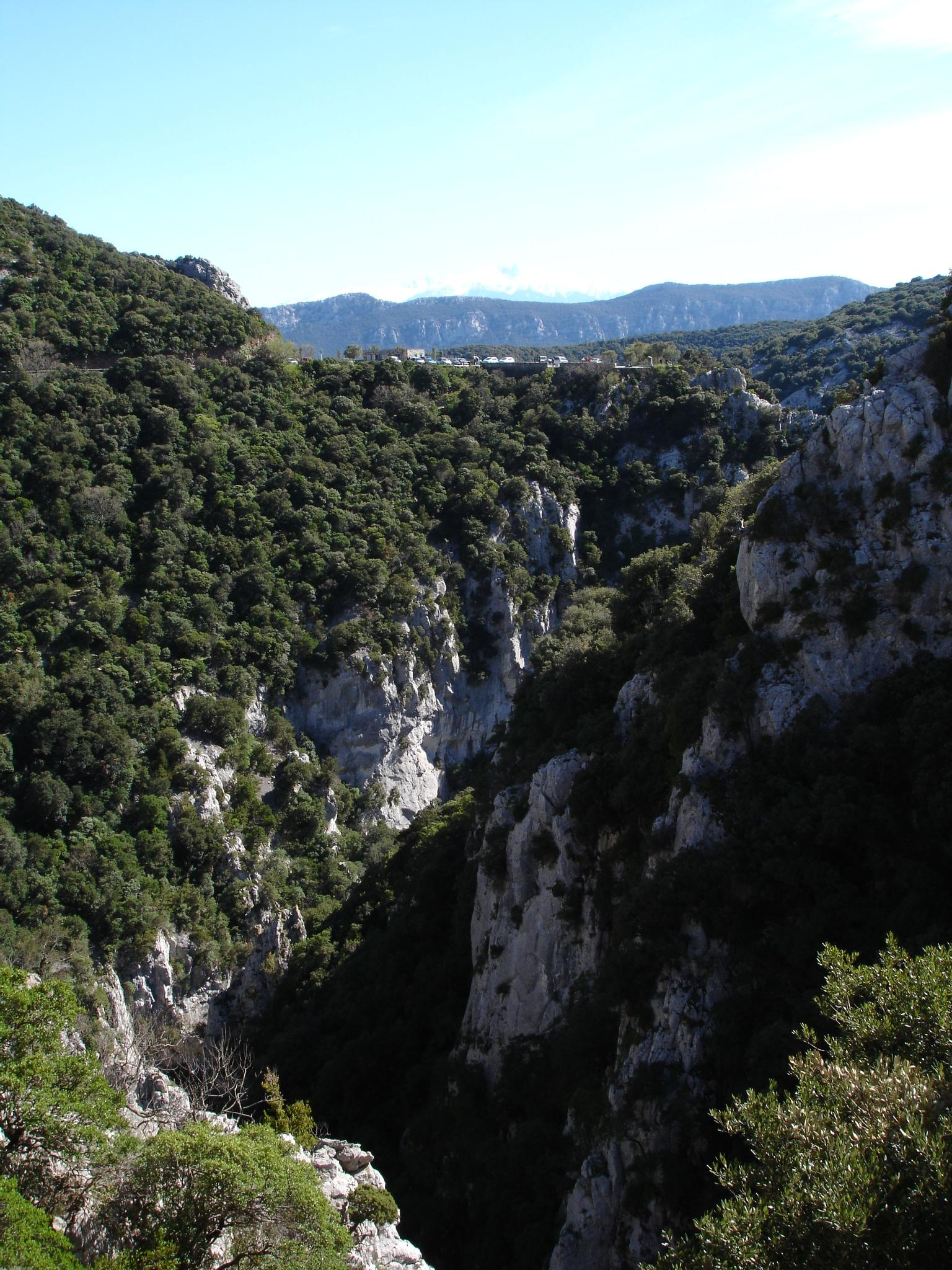
Les gorges de Galamus au nord de Saint-Paul-de-Fenouillet, à la limite de l'Aude
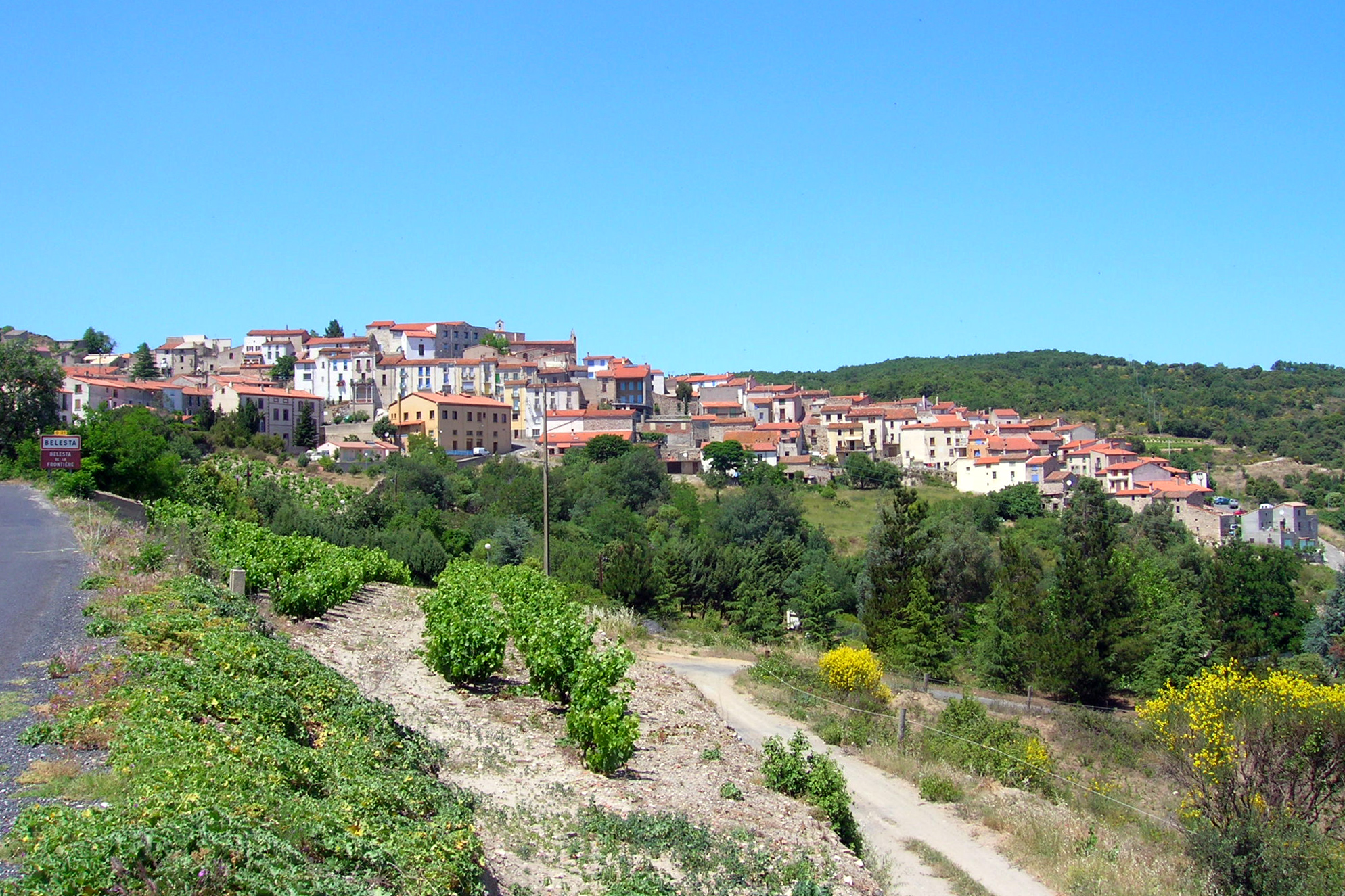
Le village de Bélesta
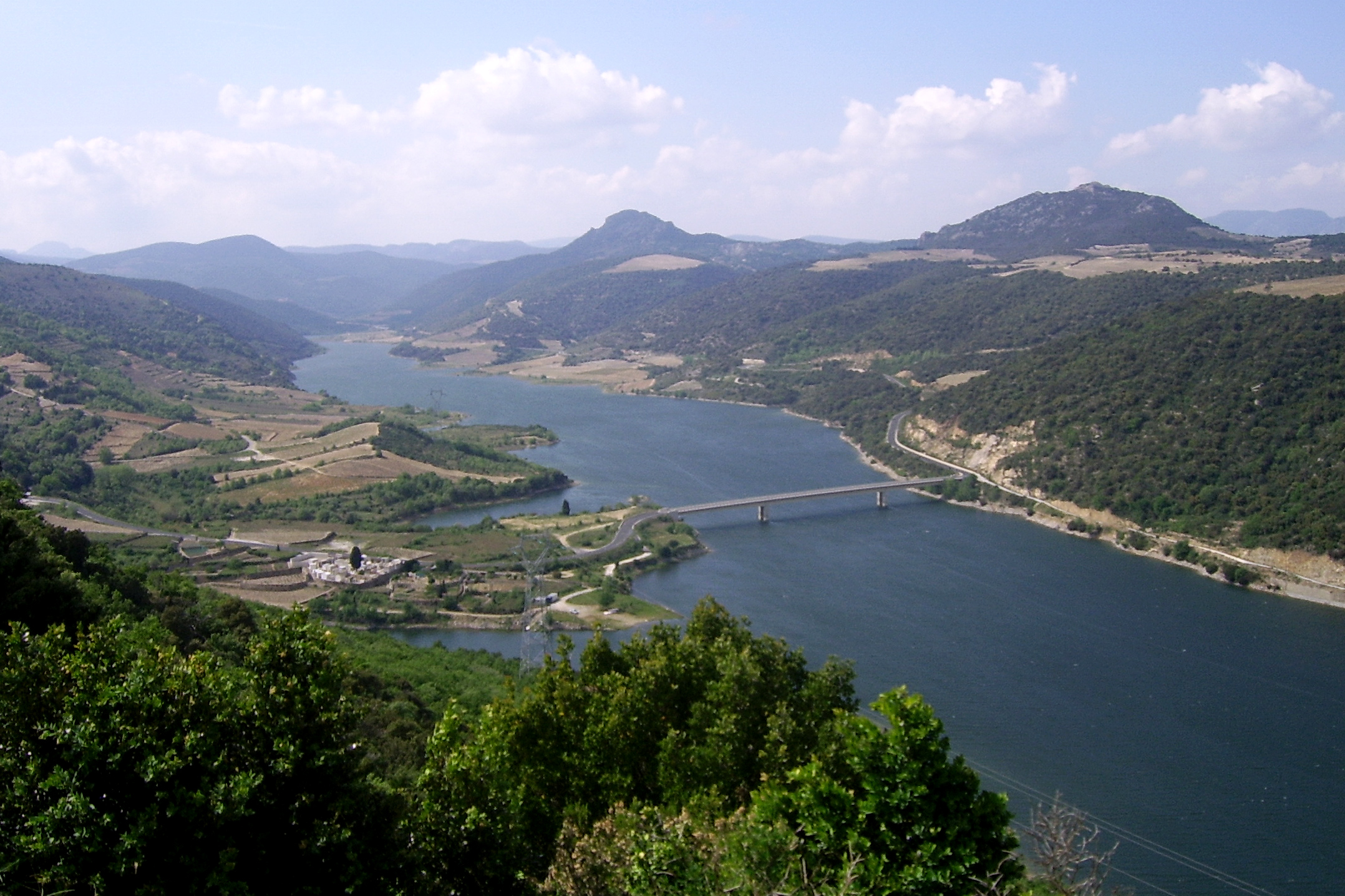
Le barrage de Caramany avec à gauche la commune de Caramany, au fond à gauche celles de Trilla et Ansignan et à droite celle de Lansac
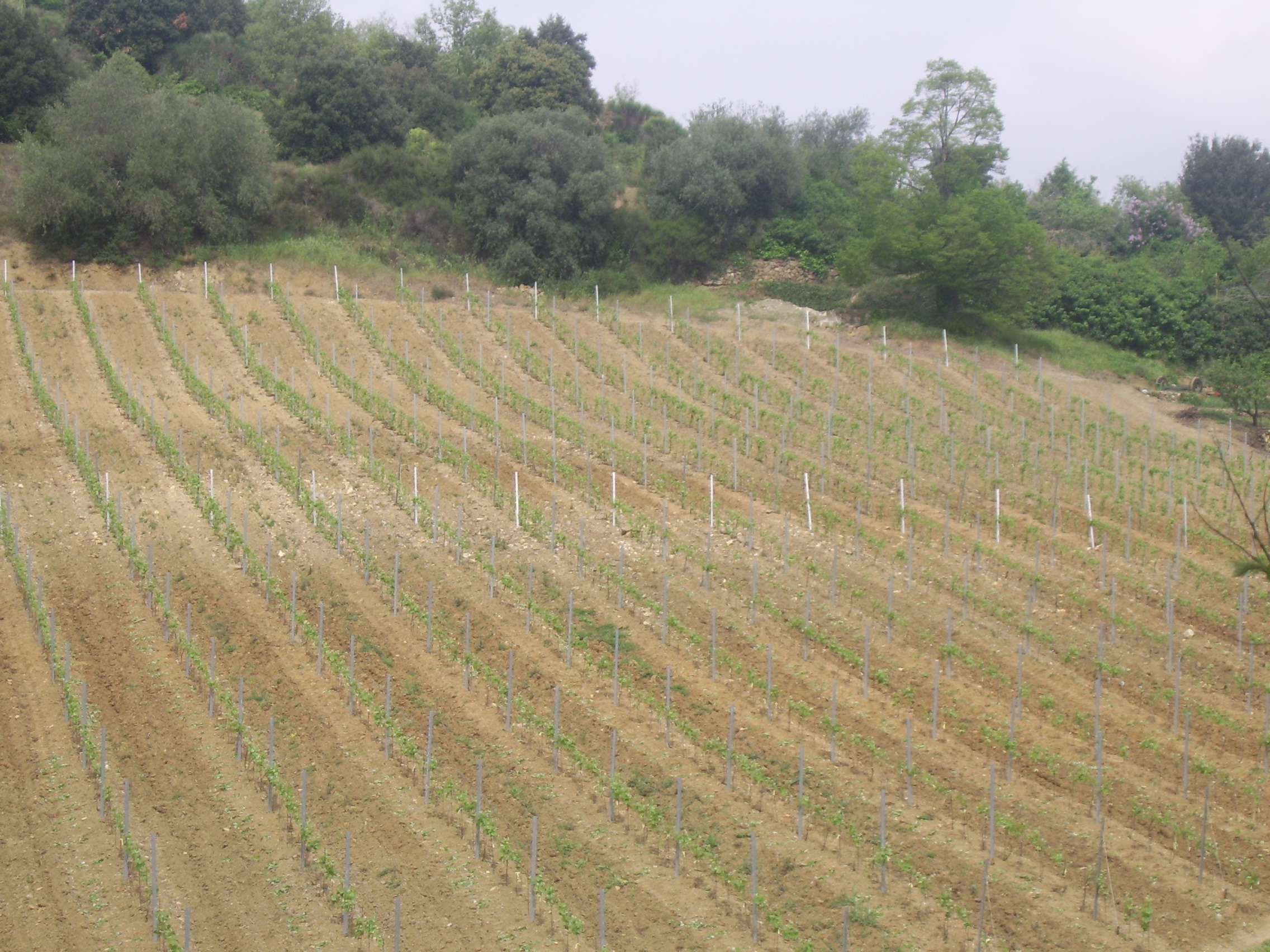
Vignoble à Caramany